# Hindu templomépítészet

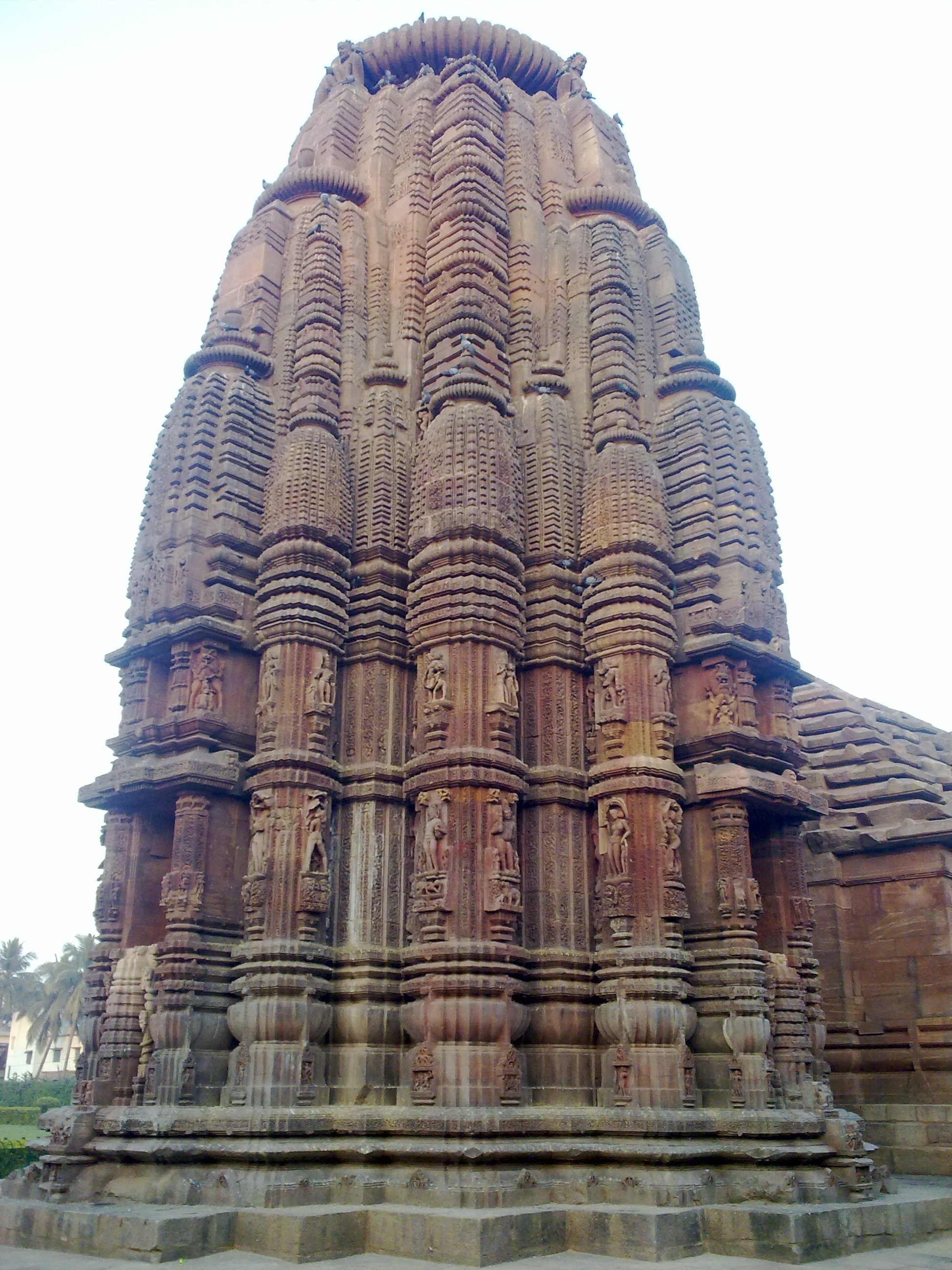
A bhuvanesvari Rádzsaráni-templom sikharája

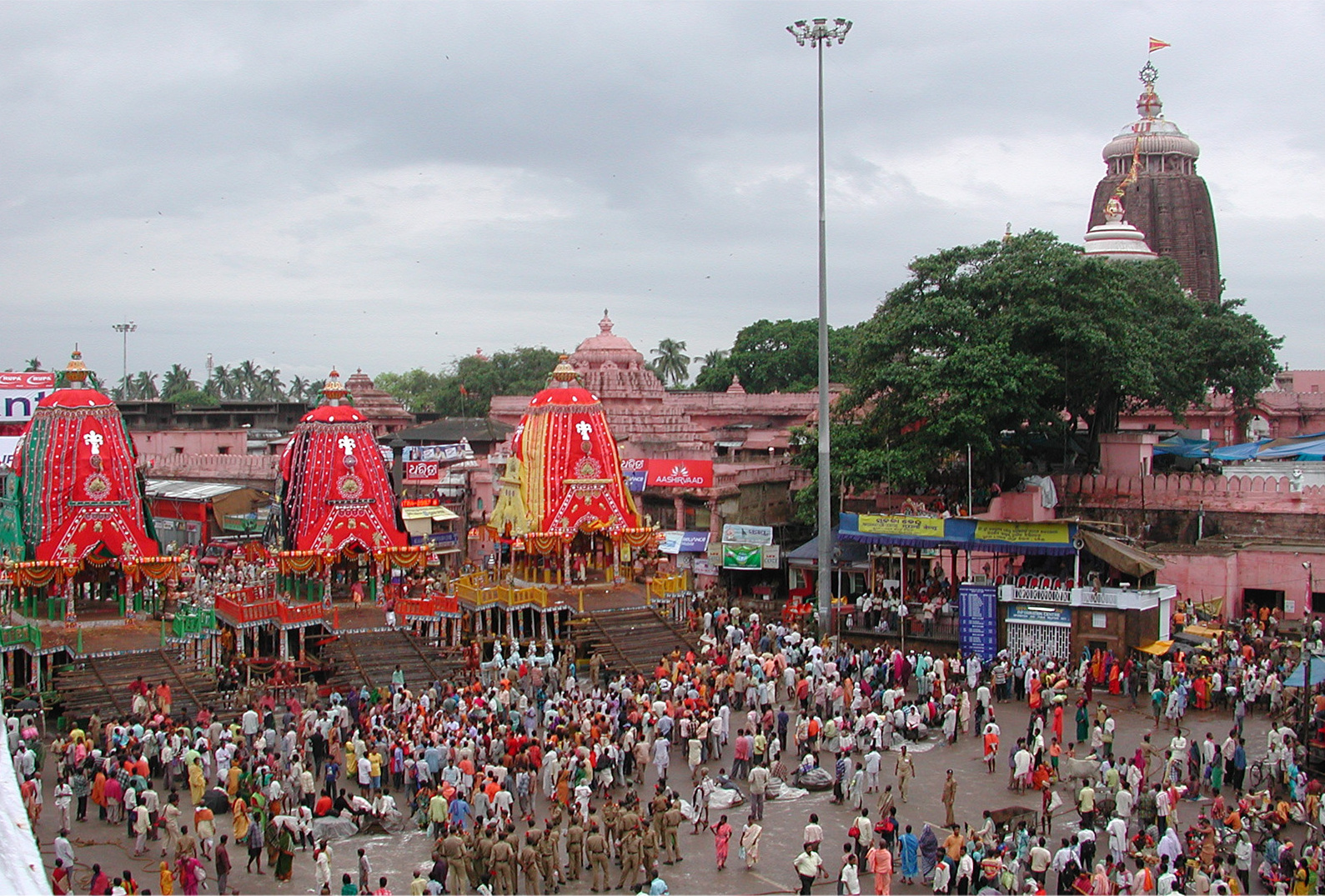
A puri (Orisza) Dzsagannáth-templom környékén évente rendezett szekérfesztivál (Ratha-játra). A templom faragott isteneit (Dzsagannáth, Balabhadra és Szubhadra) nagyszabású ünnepség keretében egy másik templomba szállítják.

A hindu templomépítészet fontosabb történelmi helyszínei a mai Indiában

A hindu templomépítészet teológiai hagyományok által szabályozott, szigorú geometriai formák rejtett jelentésein alapuló építészeti stílus, amely az 5. századtól kezdve mind a mai napig meghatározza a hindu vallás legszentebb kegyhelyeinek kialakítását és azok építési munkálatait szerte a világon, elsősorban az indiai építészetben. 
A buddhista, hindu és dzsain tradíciók már évszázadok óta együtt élnek az indiai szubkontinensen. A különböző vallások követői között a legváltozatosabb hiedelmek, ezzel együtt a templomok formáinak bizonyos keveredése figyelhető meg. A buddhisták építették a legkorábbi fennmaradt szentélyeket Indiában, egyúttal létrehozták azt a modellt is, amelyen az 5. századtól kezdve a korai hindu építészet alapult, amikor már a hinduizmus lett az uralkodó vallás a szubkontinensen. A hindu építészet máig erőteljesen támaszkodik bizonyos ősi bennszülött hagyományokra, ezzel együtt az évszázadok folyamán fokozatosan kifejlesztett egy különleges építészeti önkifejezési stílust, amelyet a hindu befolyás alatt álló dél-ázsiai térség számos vidékén átvettek és a helyi jellegzetességekkel vegyítve továbbfejlesztettek. A hindu építészet erősen befolyásolta a ma viszonylag kis számú dzsaina közösség vallási építészetét is.
Az ősi tanok, az úgynevezett ágamák és sásztrák rögzítik az istentiszteletek rituális formáit a templomon belül. A szövegek előírják a templom (hindi: mandir) építésének módját, valamint azt is, hogyan imádják (aradhana) bennük az istenségeket. Az istentisztelet módja összhangban van az irányzat jellegével, azaz saiva, vaisnava vagy sakti (ezekben Siva, Visnu vagy Sakti ősereje, energiája a legfőbb tisztelet tárgya). Jelenleg több mint 500 szanszkrit kézikönyvet ismerünk, amelyek a hindu templomok minden építéshez szükséges adatát – a tervezés, felavatás, karbantartás, javítás különböző szempontjait figyelembe véve – tartalmazzák.
A sásztrák, az ősi hindu szövegek pontosan meghatározzák a templomok elhelyezésének, szerkezetének szabályait. Teológiai hagyományok írják elő a teljes kompozíció összképét, de ezeken a struktúrákon belül bizonyos egyedi stílusok is felfedezhetők.
A nyugati művészet- és építészettörténet a hagyományos felosztás szerint három meghatározó építészeti stílust különít el a hindu templomépítészetben: az északi, vagy nágara (városi); déli, vagy dravida; illetve vészara (dekkáni) formákat.
A hinduizmus jelenleg az elsődleges vallás Indiában. Történelme során többször háttérbe szorult, különösen a 11. századtól kezdve, amikor a muszlim hódítók elfoglalták az ország északi részét, tönkretéve számos hindu építészeti emléket. Az iszlám vallási építészet alapvetően különbözik mind térbeli, mind építészeti koncepciójában a buddhista vagy hindu épületektől, így kezdetben a delhi szultánok, majd később a mogul hódítók kevéssé becsülték meg India ősi vallásainak korai alkotásait. A brit fennhatóság alatt, a 19. század közepétől jelentős kulturális értékmegőrzés vette kezdetét, amelynek következtében fokozatosan váltak a Nyugat számára is ismertté az elfeledett, kimagasló művészettörténeti emlékek.

## Szent szövegek
A szentírások gyűjteményei, az ágamák és ennek speciális részei, a sásztrák részletekbe menő pontossággal határozzák meg a hindu vallási élet szinte minden mozzanatát. A leírások kiterjednek a templom építésére, az istenszobrok (múrtik) kialakítására és azok imádására, különböző filozófiai tanok ismertetésére, meditatív gyakorlatokra.
A silpa-sásztrák elsősorban a manuális művészetek hindu szövegeit tartalmazzák, így a vallásos hindu ikonográfiát érintő szabványokat, többek között a faragott alakok arányait, illetve a hindu építészet szabályait. Hatvannégy ilyen művészeti vagy kézműves művészetet ismertet, köztük a „külső vagy gyakorlati művészet” tárgyköreit, például az asztalos, építészeti, ékszerekkel kapcsolatos művészeteket, de szerepel itt a patkolókovács-műhely, színjátszás, tánc, zene, orvosságok, sőt a költészet szabályrendszere is. Kiterjed az úgynevezett „titkos művészetek”-re, ami magában foglalja az erotikus művészetek, a szexuális élet módozatait.
Míg a silpa-sásztrák kifejezetten a faragásokkal, szobrok kialakításával, az ikonok, falfestmények kivitelezésével foglalkoznak, a Vásztu-sásztrában elsősorban az épületek, templomok, várak, lakóterek építésének vallási előírásoknak megfelelő szabályrendszere szerepel. A Vásztu-sásztra „Az építés tudománya”, a Védák egyikének, a Sthapatja-védának a része, amely az építés módozatait írja le.

## A hindu templomok jellege

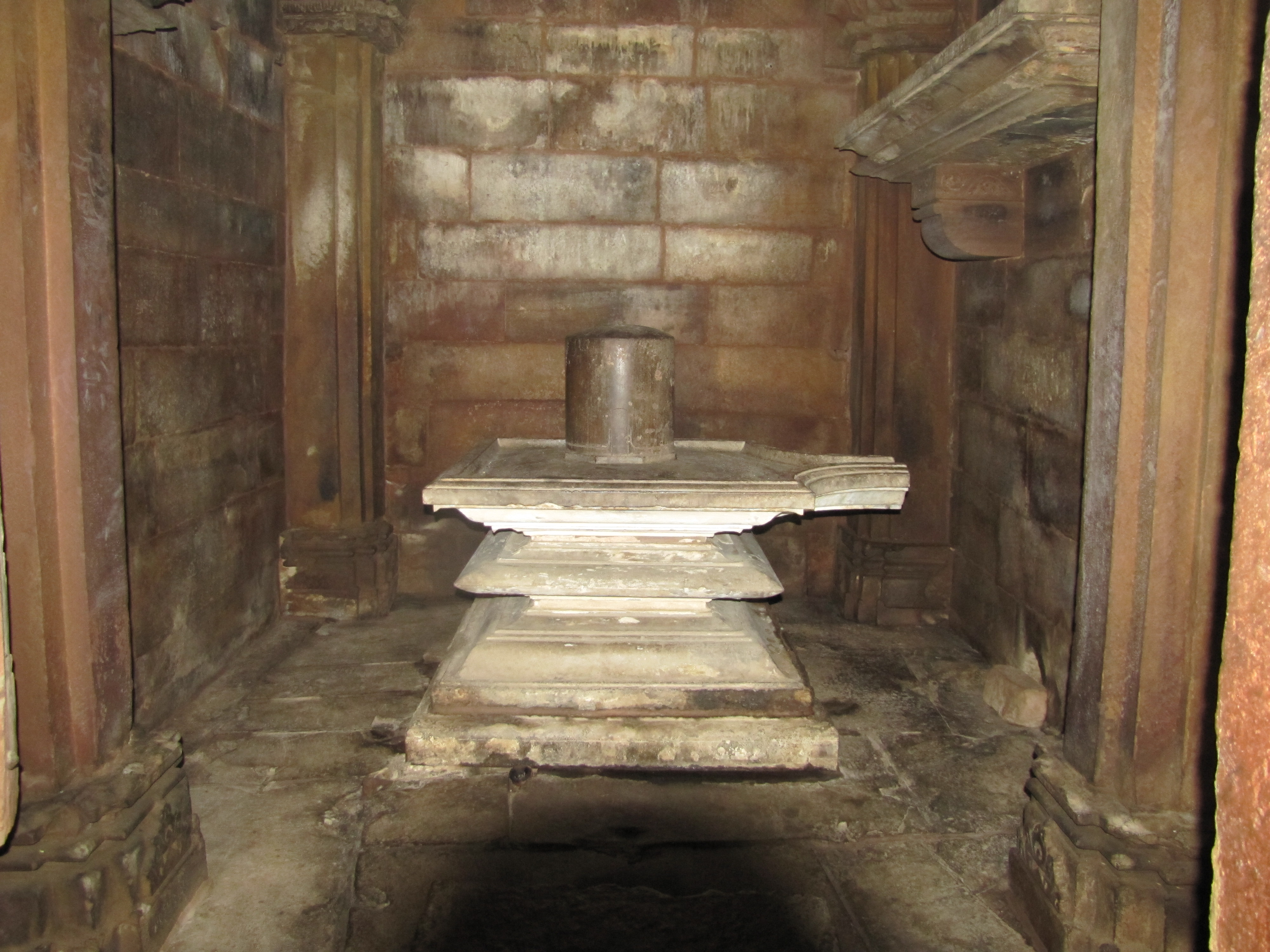
Sivalinga és jóni az egyik khadzsuráhói szentély belsejében

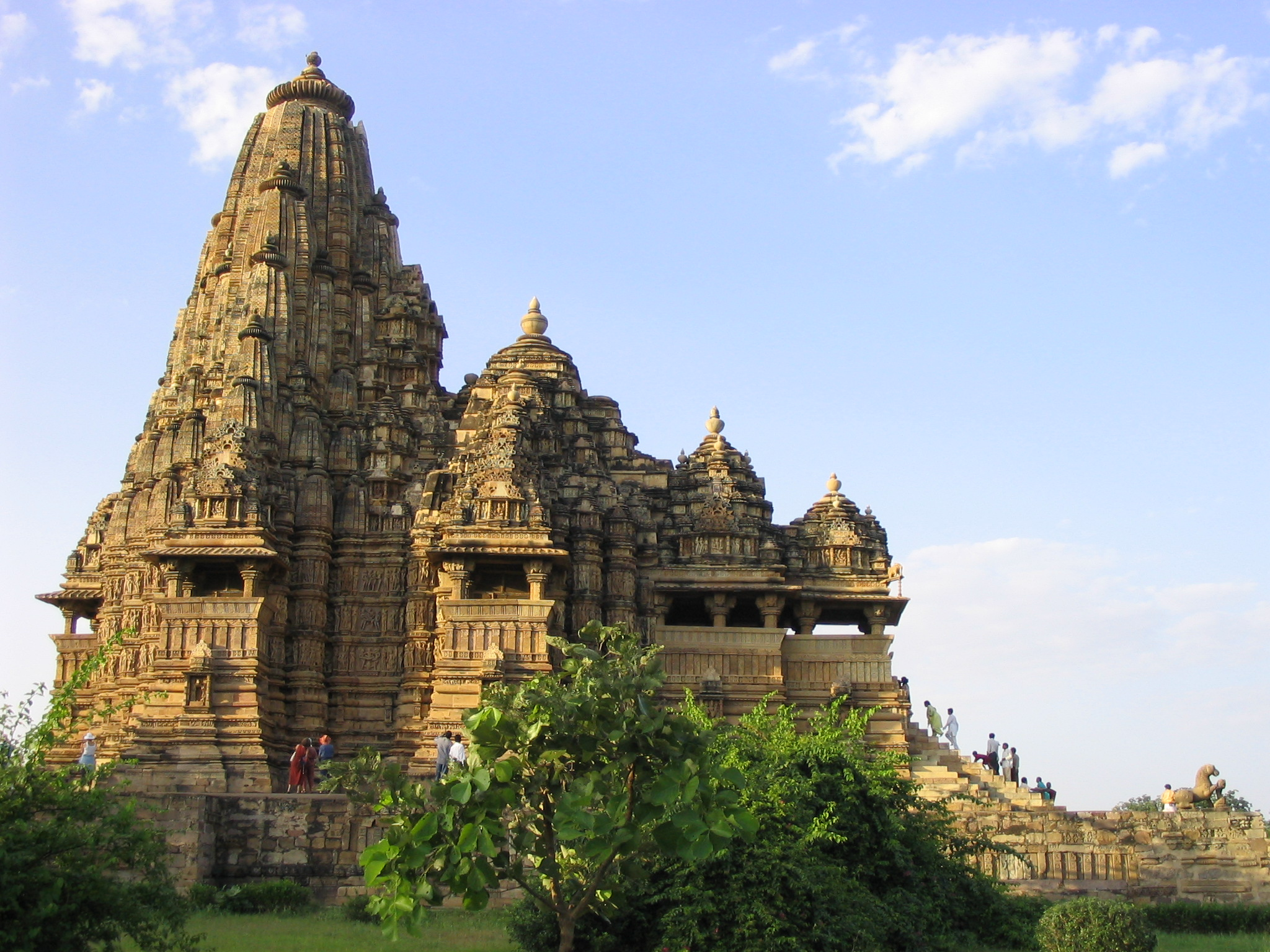
A Siva keleti arcának szentelt khadzsuráhói Kandarija Mahadéva-templom. Jól látható, hogy a sikharás szentély előtt a mandapák (csarnokok) úgy sorakoznak, mint a hegyláncok.

Ahogy a buddhista kegyhely, úgy a hindu templom is szakrális térbe foglalja az istenek és a hívő kapcsolatát, azonban ellentétben a buddhistákkal, akik elsősorban Buddha életére és tanításaira összpontosítanak, a hinduk számos istenséget, és azok különféle alakjait, megjelenési formáit tisztelik. A templom szimbolikája sokrétű. Egyszerre Isten lakhelyének jelképe – az északi hívők számára a mondabeli Meru-hegy, délen a valóságos Kailásza-hegy –, istentiszteleti hely és istentiszteleti tárgyak önmagukban, az istenek égi szekerének (rátha) másai. Ez utóbbi szimbolikát a templomok díszítésénél egészen konkrét formában is megörökítették, Konárak templomának oldalába tizenkét hatalmas kereket vájtak, elé kőből faragott lovakat fogtak.
Mivel nincs kötelező gyülekezeti istentisztelet, kezdetben nem volt különösebb igény a nagy, zárt térben való közös imádságokra sem, mint az a nyugati vallásoknál, vagy akár az iszlámnál megszokott. Ennek ellenére a templom és környéke mint a táj egy háromdimenziós formája válik a közösségi élet középpontjává, mint ahogy a zsidó, keresztény, iszlám vallások épületei is társadalmi, kulturális centrumok, valamint a valláshoz kapcsolódó tevékenységek legfőbb szimbólumai.
Az ima általában mantra, amit a hívők a templom környezetében mondanak el. Prédikáció a templom környékén van ugyan, de akár egyszerre több is, és a hívő az őt leginkább érdeklő mellé telepszik, annak tanításait hallgatja. A papok rendszeres időközönként szigorúan előírt szertartásokat végeznek az egész közösség javára, de egyéni imákat is fel lehet ajánlani a nap bármely szakában. A szentély és környéke rendkívül mozgalmas, emberek, állatok kavalkádja, szent tehenek, áldást osztó elefántok, szegények számára épített adományosztó helyek, koldusok és artisták mozgalmas összessége. Ezekhez járulnak a brahmanák lakhelyei, a táncosok (dévadászik, „az istenek szolgálóleányai”) számára emelt épületek, bazársorok és kegyszerárusok bódéi. A működő templomok területére a kaszton kívüliek nem léphetnek be, a legalacsonyabb kaszt tagjai (a tisztátalanok) viszont igen, bár ők is csak a komplexum nekik kijelölt helyeire. Az aszkéták (szádhuk) mozgását a templomon belül nem korlátozzák.
A szentély általában elég kicsi. A templomok az isteneknek,  nem az embereknek épültek. Kezdetben, a brahmanizmus korában az isteneknek szánt áldozatok bemutatásának színtere volt, ahova a papokon (brahmanák vagy brahminok) kívül magát a szertartást kérők sem léphettek be. Átadták az áldozatra szánt állatot a papoknak, kérve, hogy járjon közbe kívánságaik teljesüléséért. A szentély központi magja úgy is ismert mint „magház” vagy „anyaméhkamra” (garbhagriha), amely egy szent képét, faragott szobrát tartalmazza, vagy annak az istennek valamely szimbólumát, amelynek szentelték. A tömegek igényeinek kielégítésére (általában oszlopos) csarnokokat illesztettek a szentély köré, az úgynevezett mandapákat, amelyek egy része az áldozati ajándékok fogadására szolgál, más részük az ünnepek színtere.
Ha az ősi előírásokat és az alkalomnak megfelelő rituálékat nem tartják be, az Isten úgy is dönthet, hogy elköltözik egy másik helyre, ezért az istentisztelet és papi szertartások mellett a hívők igyekeznek kifejezni, hogy jelenléte örvendetes, és gondoskodnak szórakoztatásáról zenével, étellel, tánccal, a vallási szövegek preambulumával és himnuszénekléssel. Ezekhez a szertartásokhoz külön megfelelő építészeti formákat, csarnokokat, fülkéket hoznak létre.
A hindu isteneknek különleges affinitásuk van a hegyekhez és barlangokhoz. A legtöbb hindu templom tervezésében szimbolikus formában jelen van a szent hegy, a szent barlang, valamint egyféle kozmikus tengely. A hegy a Meru-hegy, az istenek lakhelye, ezt hatalmas toronyszerű építményekkel, a sikharákkal modellezik. A barlang maga a belső szentély (garbhagriha), az istenség képmásával, faragott alakjával, vagy a férfi és női polaritás egyesülését jelképező tárggyal, a lingajónival. A linga Siva fallikus, nem antropomorf ábrázolása, lekerekített formáját folyamatosan olajokkal, olvasztott vajjal kenik, és sokak szerint a kozmikus tengelyt szimbolizálja. A lingát egy edény fölé helyezik, ami Siva női energiáját, a saktit jelképezi, ez a jóni. E kettő egyesülése biztosítja a világegyetem fennmaradását és egyensúlyát.

## A hindu templom építése

Vásztu Purusa-mandala

A hindu templom tájolása a szentély (garbagriha) körüljárását (pradaksina) mutató iránnyal

A szentély (garbagriha) alapjainak szerkesztése a nágari templomoknál

A templomok szimbolikája

Szigorú törvények szabályozzák a templom építésrendjét, amelyeket a különböző ágamákban, a Silpa-sásztrákban, Vásztu-sásztrában fektettek le. A brahmin (a legfelsőbb, papi kaszt) származású tervezők, építők (szthapatik) és kivitelezők (silpinek) titkos tudásként adták tovább utódaiknak a templomépítés tudományát.
A kozmikus, és így az isteni szemléletet beépítették a templom egyedi formáiba, a szentnek tartott geometria, a körültekintő tájolás és az axiális elrendezés által. A tervezés alapja egy négyzetrács, vagy általánosan használt hindu kifejezéssel mandala, amely eredetileg az ősi, védikus áldozati hely egyfajta leképezése. A legenda szerint Brahma az ősi embert, az óriás Purusát a földre kényszerítette és feláldozta. A hindu mitológia szerint darabjaiból keletkezett a világegyetem és a kasztokba szervezett emberiség. Az építész küzdelme arra irányul, hogy legyőzze a fennmaradt rendezetlenség (aszura) démonát, aki emberi alakban, föld felé néző arccal jelenik meg a mandalában, és akinek kiszabadulását istenek vigyázzák. A templomi építészet számára kialakított négyzetrács a Vásztu Purusa-mandala, a hindu templomok alapja.
A kisebb négyzetek (padák) az istenek lakhelyei, akik szigorú kozmogóniai rendben, az égtájak figyelembevételével foglalják el helyeiket, ezzel jelképezik a világegyetem rendjét és törvényeit. Keleten Szúrja a Nap, nyugaton Varuna az ég, délen Jama az alvilág, északon Szóma a szent ital istene helyezkedik el. Az általános építészeti törvények, a vásztu-sásztrák leírják, hogy a mandalákat a padák felosztásával milyen módon lehet megtervezni, hány különböző lehetőség adódik a szerkezet kialakítására. Maguk a leírások a 8. század körül keletkeztek, addig titkos tudásként apáról fiúra szállt a templomok építésének minden mozzanata, az anyagok kiválasztásától a tervezésen keresztül, a szentelés végső fázisáig. Az építmények várható élettartamát is kiszámították, szélességét megszorozták hosszúságának huszonhétszeresével, majd százzal elosztották, a maradék adta azt az időszakot, ameddig az építmény az istenek akaratából fennmarad.
Nemcsak az alap, hanem a felépítmény geometriája is a mandala felosztásából származik, amiben a felosztott területek meghatározott egységet alkotnak. A sásztrák a mandala mintegy 32 változatát említik, aminek bontása 1-32-ig a számok négyzetein alapulnak, így 1, 4, 9, ... 1024 osztatú mandalák jönnek létre. A mandala kitüntetett pontjai minden építmény helyzetét meghatározzák a templomkomplexum területén. Istenekhez kapcsolódó számokkal értelmezik a geometrikus egységeket, így ezek kötődnek az isteni arányokhoz, amelyet azok a kozmosz harmóniájában betöltenek. Nemcsak maga a szentély, hanem az egész templomkomplexum általában kardinális pontokhoz igazodik, ezzel modellezve a Föld négy sarkát, általában keletre néző főbejárattal, hogy a nap első sugarai megvilágíthassák a legszentebb belső teret, a garbhagrihát
A templom szűkebb értelemben a szentélyt jelöli, a legbelső kamrát (garbhagriha), ami arra utal, hogy a teljes komplex struktúrában a szentély olyan, mint a mag a gyümölcsben, vagy az anyaméh. A templom Isten teste, és a szentély mélyén elhelyezett ikon vagy szentkép a lelke. Az egész komplexumot tekintve is bonyolult jelképrendszer azonosítja a templomot a testtel: a szentély a fej, a felépítmény a szentély felett (sikhara) a hajzat a fejen, vagy egy korona, a tornác a szentély előtt (sukanasi) az orr, a körjárati út és a bejárati rész (antarála) a nyak, az oszlopos csarnokok (mandapák) a törzs, a befoglaló fal (prakara) alkotja a kezet és a bejárati torony (dvara-gopura) a lábakat.
A szent szövegek tiltják a nyílásokat a szentélyt körülvevő falakon, így nem lehetnek ablakok és szellőzők, egy szűk ajtó vezethet csak a tornácra, vagy az előcsarnokba, de oszlopok sem kerülhetnek a szentély belsejébe. Kőből készült vízelvezetőket azonban lehet építeni (szóma-szútra). Amikor a szentképet a templom építése után helyezik el a szentélyben, akkor a szentély elnevezése grihagarbha, ha a képet előbb helyezik el, és köré építik a templomot, akkor a szentély neve garbhagriha (vagy krijageha).
Az előcsarnokok (mandapák) különböző célokat szolgálnak: bejárat, gyülekezőhely, tűzáldozati csarnok, ünnepi és tánccsarnok, fürdőcsarnok. Eltérő neveik vannak a pillérek számától függően is, például: sziddhi-jóga (192 oszlop), dzajavaha (50 oszlop), dzsagdzsa-bhadra (40 oszlop), puspaka (64 oszlop). Ha a pillér sima, akkor az úgynevezett niraszrádzsa oszlopokról beszélünk, egyébként a különböző oszlopok és pillérek a legváltozatosabb díszítéssel jelennek meg a csarnokokban.
A szentély fölé emelt toronyszerű építmény a sikhara, a szentély és a sikhara együtt alkotja az „isteni járművet” (vimána), amelyet az istenek gondolati erejükkel hajtanak.
A garbhagrihát általában kis fedett terasz (antarála) kapcsolja össze a mandapákkal, ez átmenetet biztosít a külvilágból a szentélybe, és annak pillérein és a templom külső falain a látogató megszemlélheti a faragott táblákat és képeket, amelyek kiegészítik az istenség belső szimbólumait. Különösen a dravida területen épült templomokra jellemző az a szentélyt körülvevő oszlopos tornác, amely annak rituális körbejárását (pradaksina) szolgálja.
A monolitikus és faragott oltár (bali-pitha) épp olyan lényeges és nélkülözhetetlen, mint a szentély feletti felépítmény. A templom valódi lényege a szentély bejáratától az oltárig terjedő terület, ez már megszentelt föld. Az istenséget alkotó fizikai test építészeti megvalósítása a szentélykamra, a rajta álló felépítmény, a telepített ikon vagy szobor a szentélyben és az oltár. Miután az ételeket felajánlják annak az istennek, amelynek a templomot szentelték, az oltárra helyezik azokat, hogy elosztásra kerüljenek a templomban jelen levő összes istenségnek. Szokás, hogy az építmény elé, az udvaron elhelyeznek egy zászlótartó oszlopot is.
A templom, ellentétben a minden háztartásban megtalálható kis házi szentélyekkel, a nyilvánosság számára készül, többnyire az uralkodó, egy vezető hivatalnok, vagy mecénás támogatásával. Néhányat hegy tetején állítanak, vagy a településen kívül, a visszahúzódó dzsungel területén, esetleg valamelyik szent folyó partján, vagy egy krematórium szomszédságában, ezek a „sziddhajátana” templomok. „Asziddhajátana” templomokat falvak, városok központjában építenek, a mindennapi imák kielégítésére, általában a köznép céljára.
A felhasznált eszközök kő, tégla, fa vagy sár lehet. Ha csak egyféle anyagot használtak, az az úgynevezett „tiszta” (suddha), ha két fajta anyagot alkalmaznak, az a „vegyes” (misra), ha több mint két anyagot alkalmaztak az építés során, az a „komplex” (sankirna) templom.

## Díszítés és ornamentika

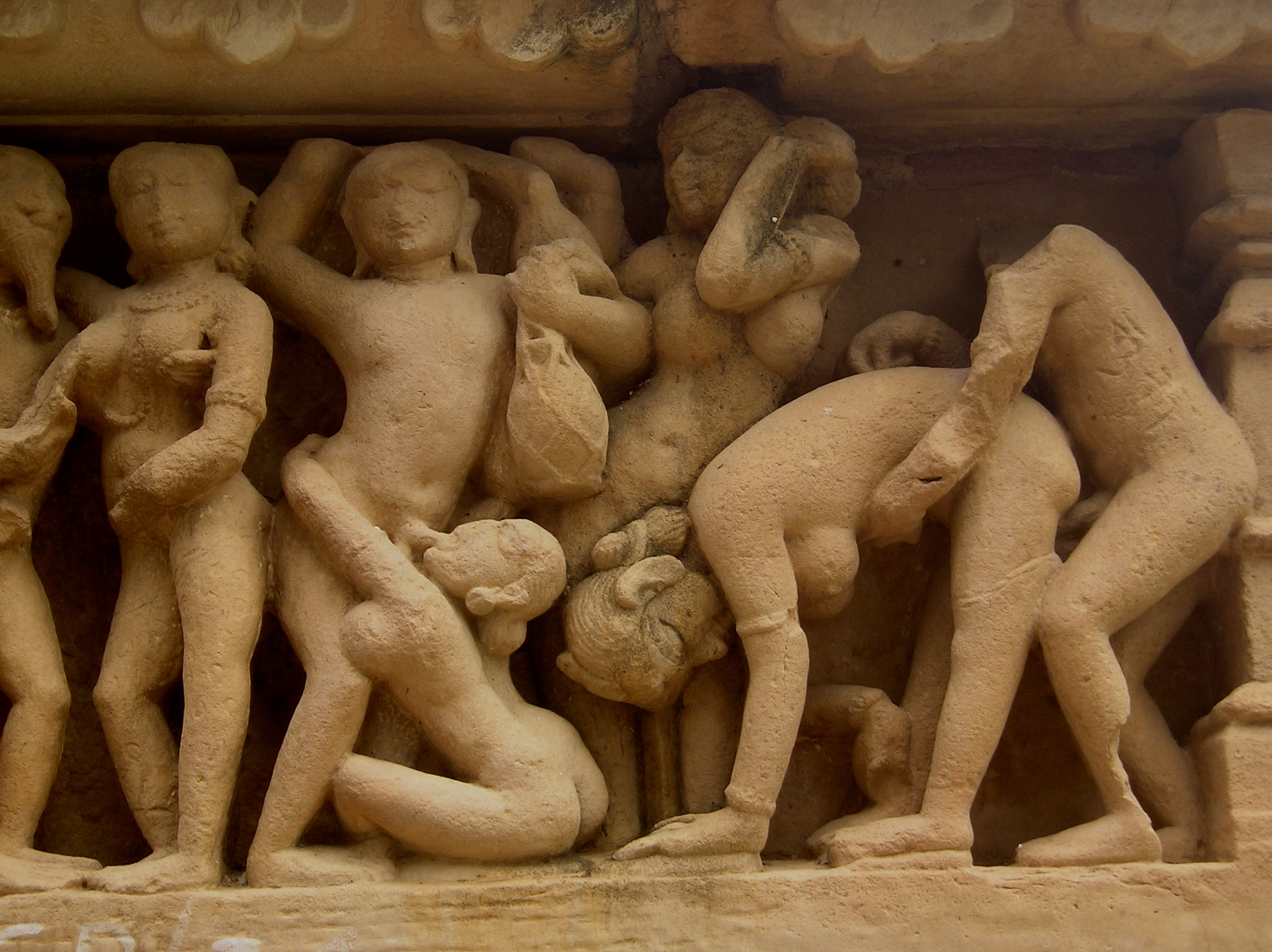
Erotikus jelenetek a khadzsuráhói templomkomplexumban

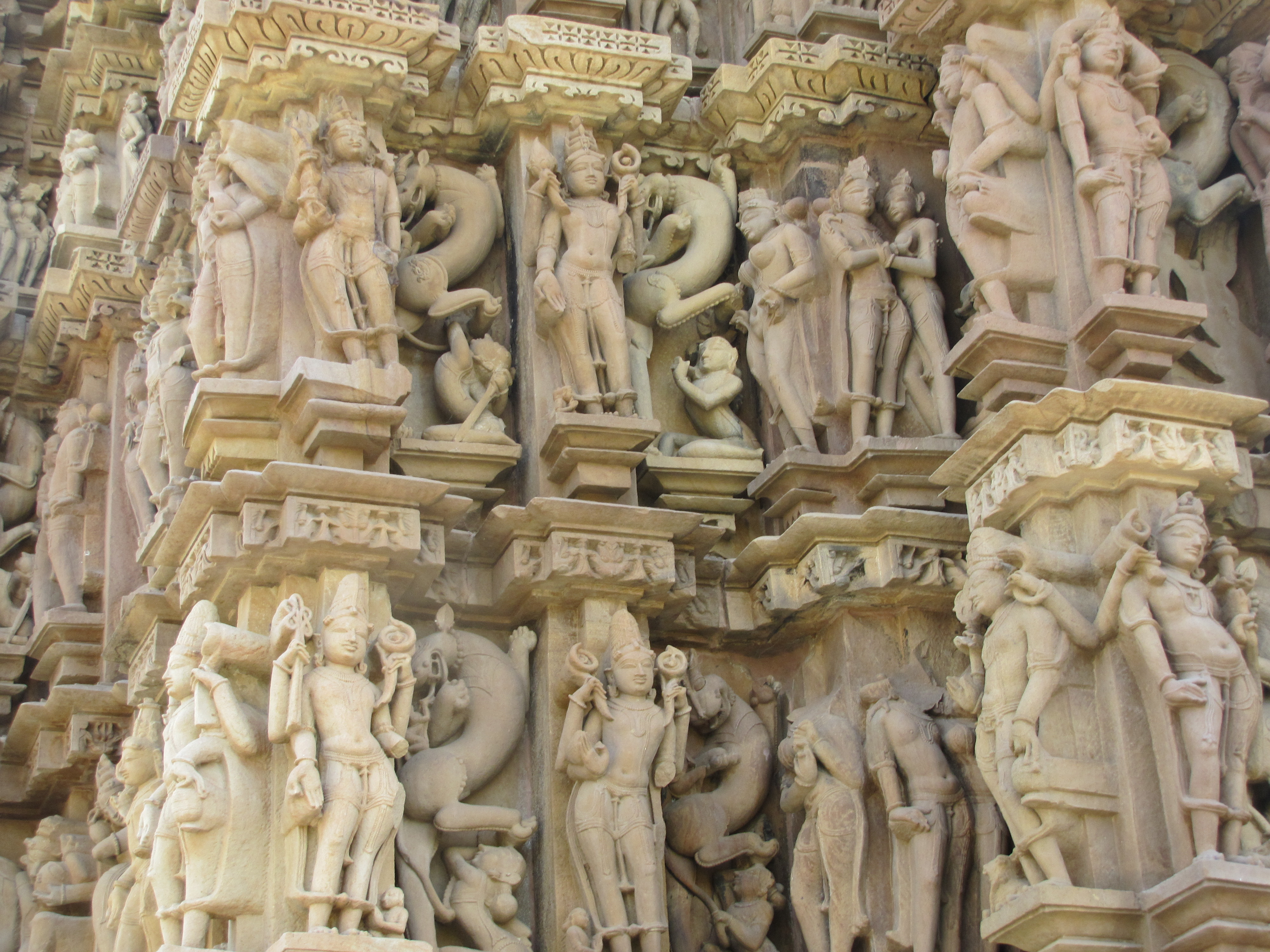
Domborművek a khadzsuráhói Devi Dzsagdambi-templom oldalán

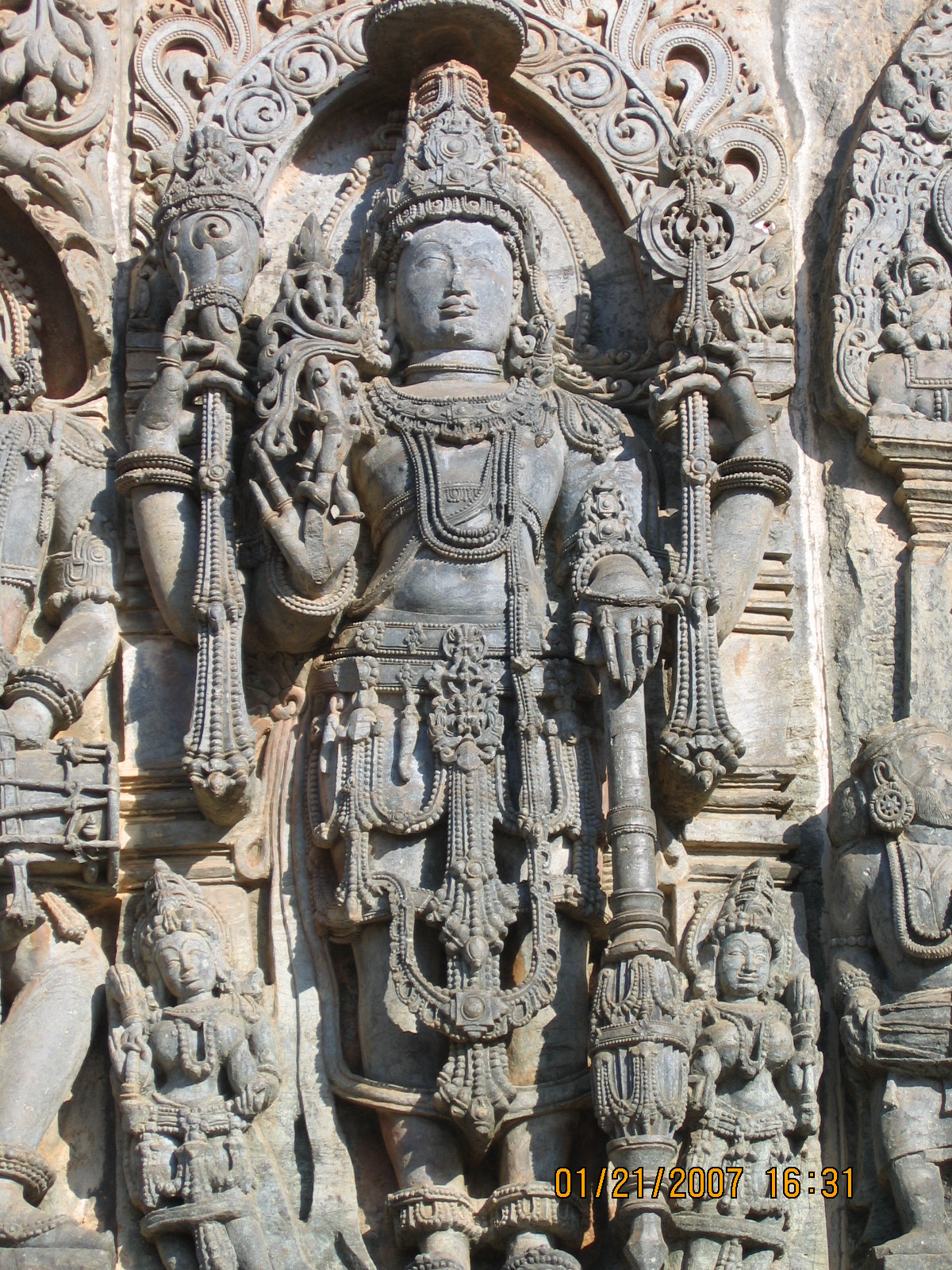
Visnu szobra a Sivának szentelt a halebidi Hojszalésvara-templomban

A Gupta Birodalom bukása után a kezdetben egyszerű geometriai díszítések fokozatosan bonyolultabbakká váltak, szobrok és életképek jelentek meg a templomok falain. Az imádkozó látóterében, a templomok külső felületén, vagy a talapzatokon és az oszlopos csarnokokban faragott, finoman és igen részletesen kidolgozott domborművek kaptak helyet. Ahogy a hívő halad beljebb a szentélykamra felé, egyre kevesebb faragást, esetleg festményt talál, jelezve, hogy érzéki örömeitől megszabadulva tisztaságának és nemességének kell uralkodnia a hívő lelkében is. A belső szentély falfelületei már csaknem csupaszok.
A szobrok, domborművek istenségeket, mitológiai lényeket, esetleg a királyi család tagjait ábrázolják a pillérek mélyedéseibe, falkiugrásokba ágyazva. Ehhez adódnak a többrétegű tetőkben kialakított függőleges sávokban (pagák) elhelyezett kisebb szoborcsoportok.
A templomok külső falain gyakran látható, a szerelmi egyesülést nyíltan ábrázoló képregényszerű jeleneteket nyugati művészettörténészek közül sokan úgy értelmezik mint a misztikus tantrizmus képi bemutatását, azaz tekinthető ez egyfajta ember-isten egyesülés képi megformálásának is, ami bizonyos hindu szekták teológiájának sajátja. A kaula és kápálika tantrikus szekták virágzásával, illetve a bhakti-kultusz kifejlődésével az erotikus szobrászat egyre nyíltabb formákat öltött. Az egyedi szoboralkotások viszonylag ritkák, és elsősorban a középkori díszítési módokra jellemzők. Portrészobrászat nem létezett, még a jelentős uralkodókat ábrázoló alkotások is egyformák, sematikusak, az ábrázolt személyek legfeljebb valamilyen jellemző tárgy alapján azonosíthatók. A test arányait a mai napig ugyanúgy az ősi szövegek határozzák meg, mint a templom egyéb jellemzőit.
Már a kezdeti, a kemény gránitba faragott alkotásoknál is alkalmazták azt a technikát, hogy az alakokat vékony gipszrétegre felrakott stukkókkal finomították, majd színesre festették, mintha faszobrok lettek volna. Különösen a vészara-stílusú templomoknál, a Dekkán területén jellemző a reliefes indás díszítés, ami az alapzattól kezdve a templom minden területén átszövi az építményt, ezzel az isteneket ábrázoló domborműveket mozgalmas háttérrel látják el.
A 8. században, különösen az északi templomok környezetében, jellemző volt az istenalakok kis méretű bronz szobrainak tömeges gyártása, amelyeket ünnepek alatt sorba állítottak a vonulási útvonal (körmeneti út vagy pradaksina) mentén, ezek azonban nem tekinthetők önálló alkotásnak, gyakorlatilag ugyanazon modellek alapján sokszorosították őket. Később a különböző művészeti iskolák önálló fejlődésnek indultak, jól elkülönülve földrajzi elhelyezkedésük és a hinduizmuson belül elfoglalt nézetrendszerük szerint.
A bányászatakor puha, majd a levegőn fokozatosan megkeményedő kloritpala, vagy a kemény gránit és bazalt megmunkálása kifinomult ízléssel párosul a rendkívüli formagazdagság mellett, és jelzi a különböző kőfaragóiskolák jelenlétét és folyamatos fejlődését az egész indiai szubkontinensen. A 14. századtól az addig önálló alkotásoknak is tekinthető domborművek és szoborcsoportok fokozatosan ornamentikus szerepet kaptak, elvesztették egyedi jellegüket, a díszítés öncélúvá vált. A túlburjánzó alakok szinte áttekinthetetlen halmazban egyesültek, a szobrok néhány alaptípusra redukálódtak, amelyek elfedték az épület architekturális elemeit. Különösen igaz ez a déli templomvárosok hatalmasra emelt kapubejáróira (gopuram), ahol az épített szerkezet eltűnik a kifestett szobrok tömegében.
A templomok kialakításánál a modern időkig szinte ugyanazokat a kőfaragó eszközöket használták, mint amelyeket egy olyan barlang feltárásánál találtak, amelyet 650 körül építettek, abban az időben, amikor figyelemreméltó templomok sokaságát faragták ki a hegygerinc gránitjából Mahabalipuramban. A templomépítő céhek apáról fiúra örökítették át tudásukat. Fontosabb volt a megbízó, az építtető brahmin, mint maga a művész, aki csak egy bizonyos formára vagy alakra szakosodott, még a kimagasló alkotások mestereinek is csak ritkán maradt fenn a nevük.

## Építészeti stílusjegyek

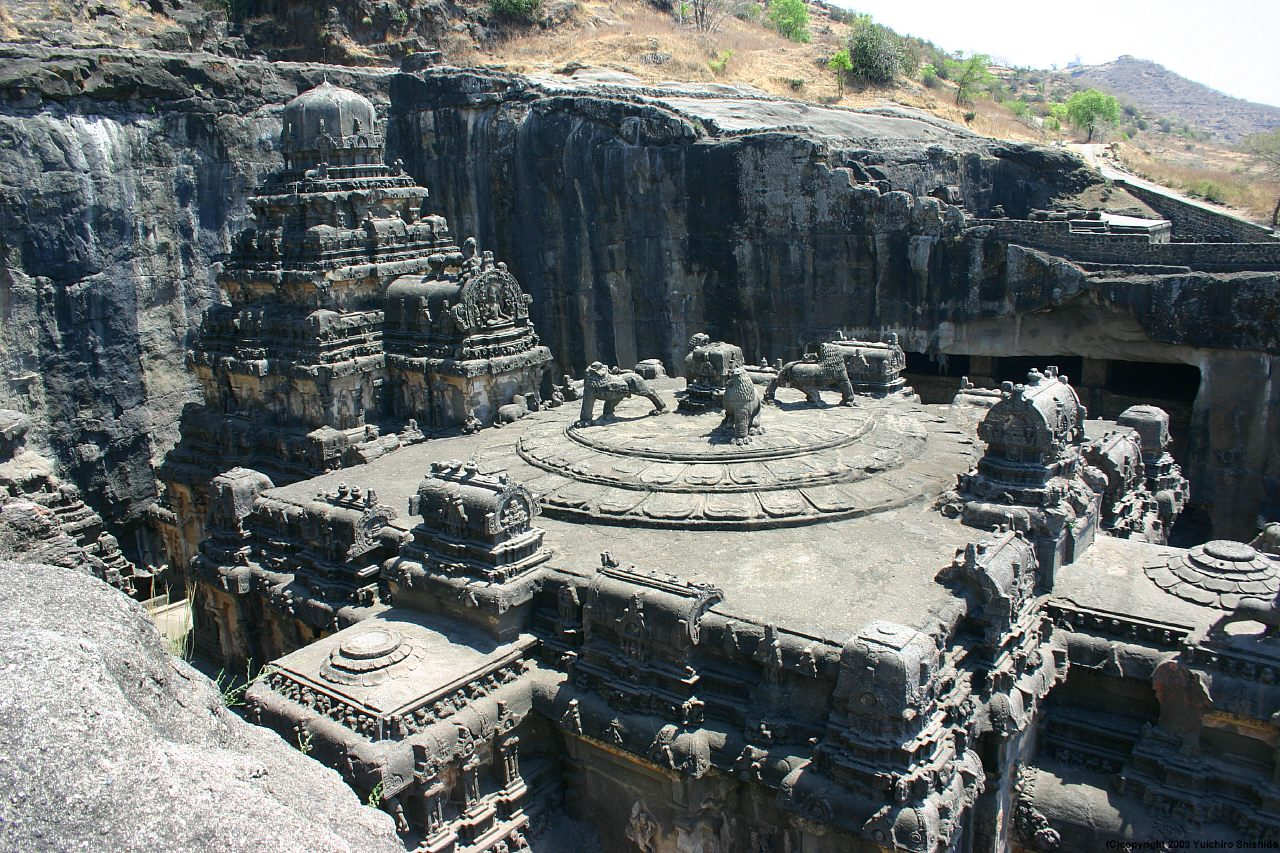
A Kailászanátha-templom Elorában

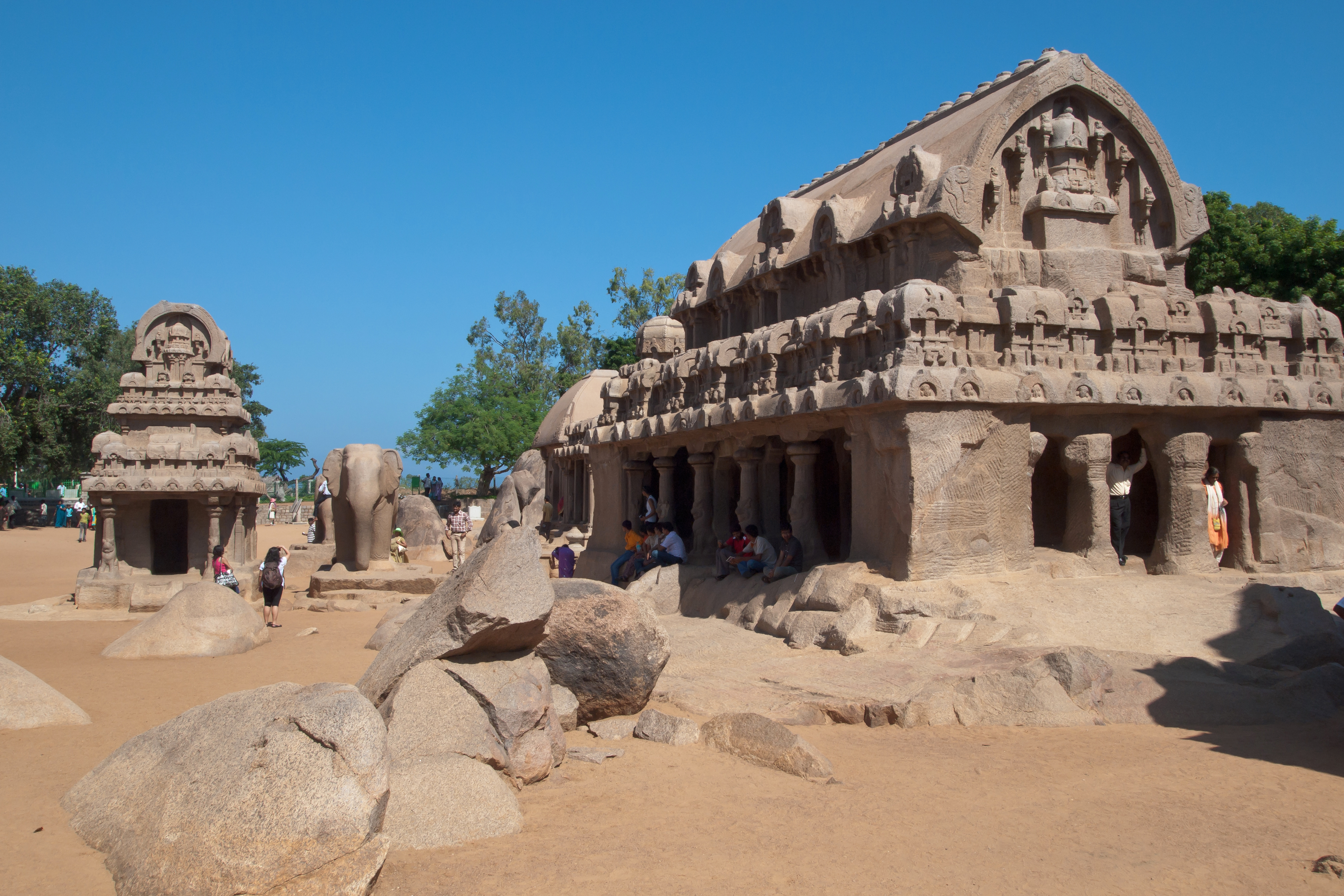
„Rathák” Mahábalipuramban

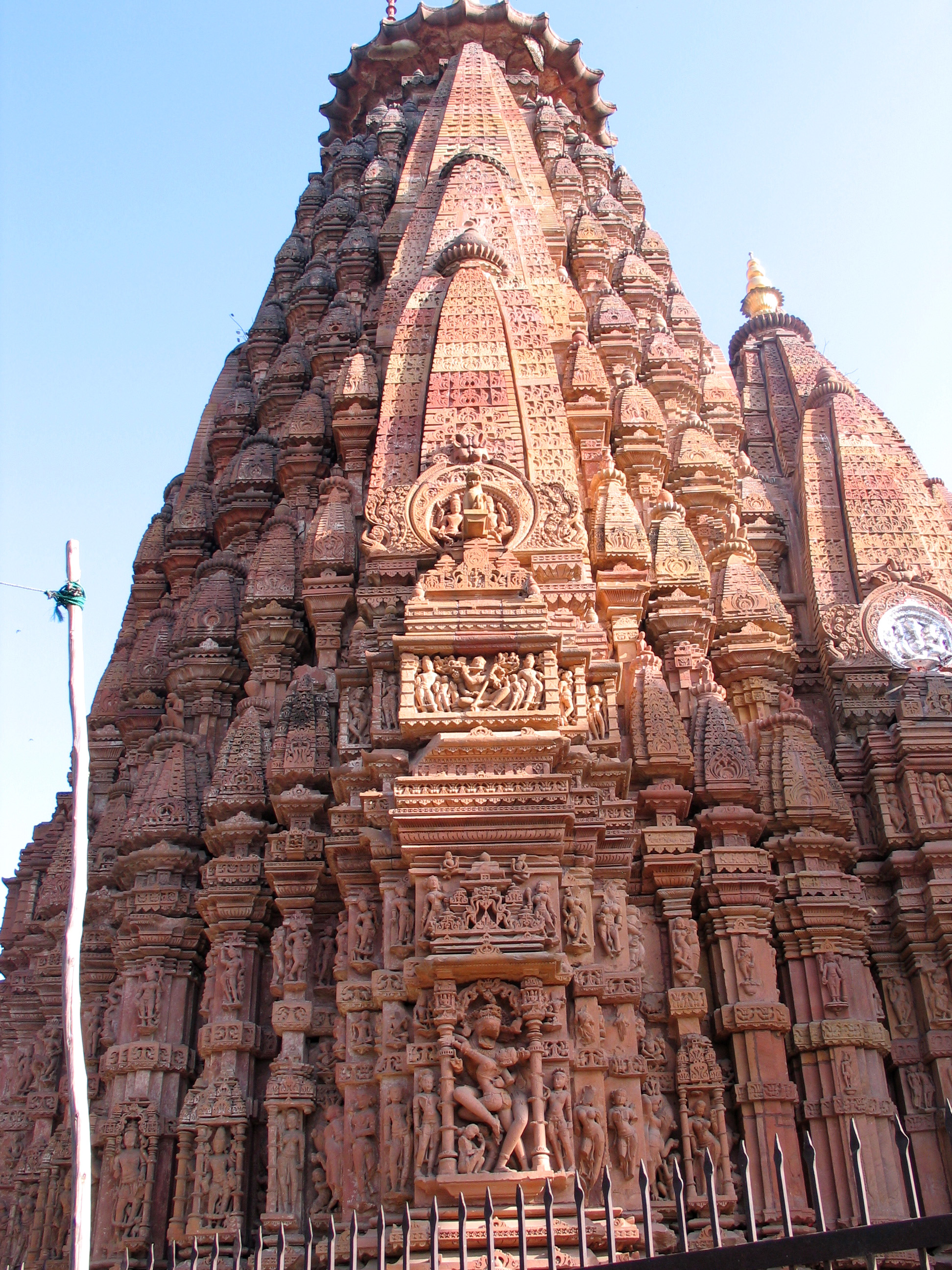
Sikhara a dzshalrapatani Padam Nath-templomon

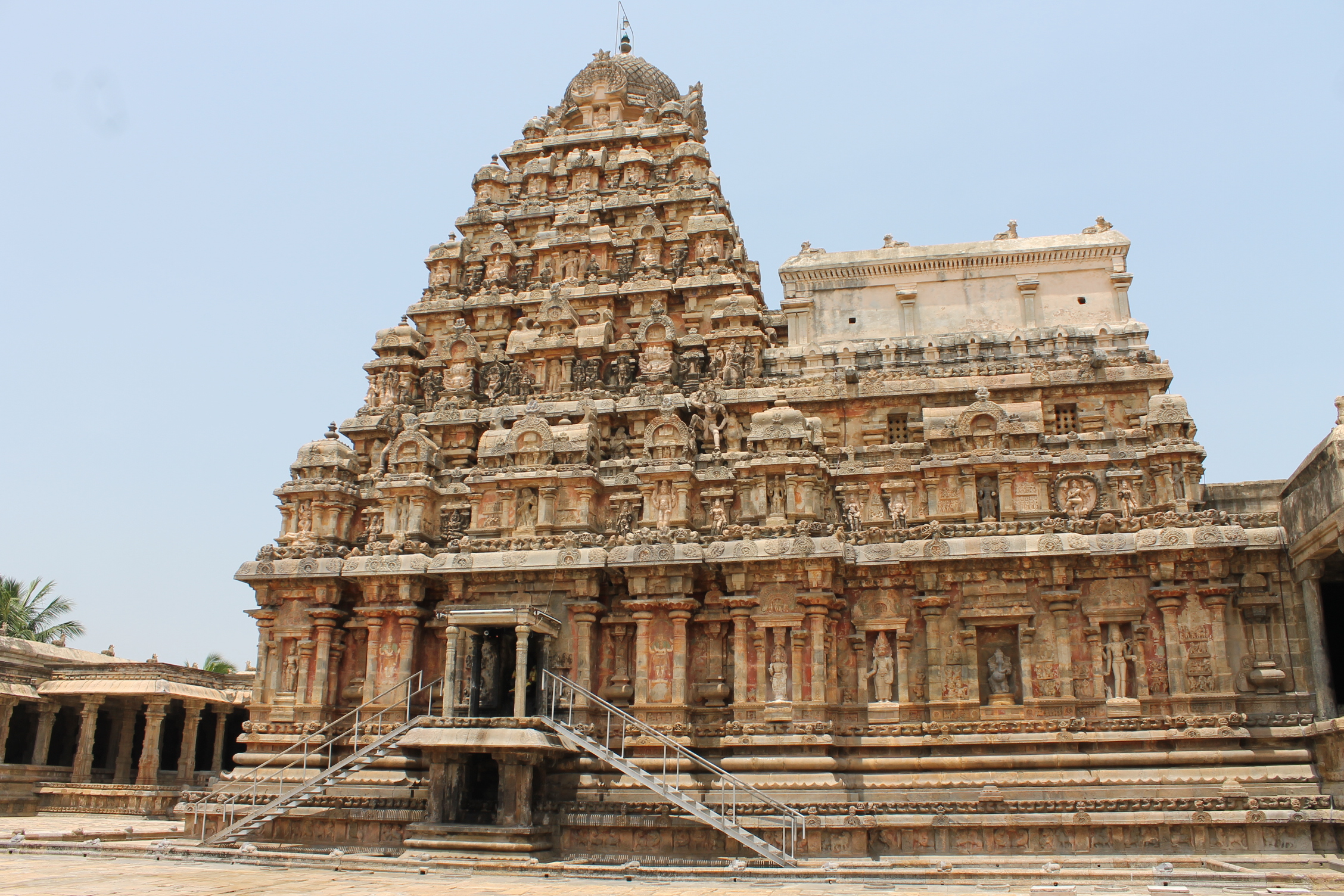
Dravida vimána (Airavateszvara-templom)

A legkorábbi fennmaradt hindu szentélyek sziklába vájt templomok voltak Udaigiriben, Száncsi közelében, amelyek még egyértelműen mutatják a buddhista építészet befolyását. A 17. templom Száncsiban a korai 5. században épült, valójában egy négyzet alakú szentély, előtte egy oszlopos tornác áll. Ez a kétkamrás forma terjedt el szinte minden későbbi építészeti stílusban. A kőfaragók és építők technikai tudásának fejlődésével egyre kidolgozottabbak és elvontabbak lettek a formális, szimbolikus elemek, amelyek előképei éppen azok a hegyek voltak, amelyek a szentély (barlang) felett tornyosultak.
Igen jelentősek azok a barlangépítmények, amelyek az építészet egy sajátos formáját képviselik Elorában, ahol az Adzsantai buddhista barlangtemplomokhoz hasonlóan az épületek kialakítását különös módon az alapkőzet lebontásával végezték, az így létrejött monolit tömböket finomították kívül belül, míg el nem érték az építettség benyomását keltő szentély és a hozzá tartozó csarnokok formáit. Ennek a valójában szobrászattal felérő építési formának kimagasló képviselője a Rastrakuta-dinasztia által, a 8. században létrehozott Kailásza-templomegyüttes.
Ugyancsak gránittömbök monolitjaiból faragták ki Mahábalipuramban a tengerparton az úgynevezett „hét pagoda ” ratháit (tulajdonképpen kőből mintázott szekerek, amelyek fából készült modelljein ünnepek alatt az isten képmását körbehordozzák). Ezek a dravida templomépítészet főbb stíluselemeit már tartalmazzák. A rathák valójában szentélyek, a Mahábhárata pándu testvéreinek szent helyei, mindegyik ratha egy pandava testvér nevét viseli. Érdekességük, hogy szentélykamrájuk rendkívül kicsi, illetve némelyiknek nincs is.
A kezdetben fából, bambuszból készült építőanyagok segítségével légiesen magasra törő szentélyeket építettek, azonban amikor kőből, téglákból hozták létre ezeket a hagyományos formákat, a könnyű és hajlékony fára tervezett szerkezet túlméretezett és robusztus lett.
A későbbi hindu templomok egyre magasabbak lettek, ahogy az építők kiismerték és kihasználták a kő szobrászati lehetőségeit, és fokozatosan kialakultak az alapvető építészeti stílusjegyek. A lendületes tömegek emelkedése egész hegyláncokat utánzott. A bhitargaoni, téglából épült Visnu-templom (5. század első fele) egy korai példája a kiemelkedően magas felépítménynek, amit a szentély fölé emeltek. A magas tetőzet fenntartásához szükséges rendkívül vastag falak felerősítették a belső szentély anyaméh-szerű képzetét. A külső kialakítás egyre komplexebb szerkezete mellett nem számított, hogy mennyire bonyolult a falazat, kívül milyen gazdagon díszített, megmaradt az eredeti funkció, melynek lényege az a négyzet alaprajzú belső tér, amely fölött a magasra kanyargó sikhara-tető állt, előtte egy vagy több, axiális elrendezésben kialakított oszlopos, tornácos teremmel. Ezek az elemek határozzák meg máig az egyedi formavilágú hindu templom épített szerkezetét. Piramis alakú tetőket emeltek a kisebb csarnokok fölé is, mintegy kisebb léptékben megismételve a garbhagriha fölé emelt nagy sikhara formáját.
A hindu templomok különböző indiai dinasztiák építészeti emlékeinek is tekinthetők, különösen igaz ez Közép- és Észak-Indiában.
A 6. században, a templomi építészet stílusa hasonló volt mind az északi, mind a déli területeken. Ezt az időpontot követően az építészet különböző irányokba fejlődött. A két terület, ahol a templomépítészet a legfejlettebb volt, a Dekkán és Orisza, itt az északi és déli stílusú templomok egymás mellett is megtalálhatók. A vimána, a szentély felett tornyosuló sikharával, Oriszában különös jelentőséget kapott, és funkcionálisan sokkal finomabb jelentéstartalommal bírt, mint a dél-indiai gopuram, ahol a hordó alakú torony nem koronázza magát a szentélyt, vagy a garbhagrihát, hanem csak a bejárat jelzésére szolgál. Az oriszai építész nagyobb jelentőséget, hangsúlyt akart kölcsönözni a templomnak, mint a többi épületnek a környéken, elképzelése szerint a garbhagrihában volt istenének lakhelye.
Stílusjegyeiket tekintve a hindu templomok általában három kategóriába sorolhatók, figyelembe véve azok földrajzi elhelyezkedését és sajátos vonásait is. Ezek
- a nágara, vagy városi;
- a déli, vagy dravida;
- a kettő keverékének tekinthető vészara, vagy dekkáni építészeti formák.

A legfőbb eltérés ezek építészeti vonásai között a belső szentély, a garbhagriha fölé emelt tornyok építészeti koncepciójában lelhető fel.
A déli és északi stílusjegyek keveredése egyes területeken érdekes megoldásokat eredményez: például Madhja Pradesben a gválijari vár területén a Teli-ká-Mandir („az olajütő temploma”) nágara stílusú sikharáján nem ámlaka és kalásza található, hanem a déli típusok dongaboltozatos záróköve.

### Nágara, vagy városi stílus (Észak-India)

A nágara stílusú sikhara (rékha deul) felépítése a hívek csarnokával (dzsagamóhana vagy pida deul)

A nágara stílus főbb jellemzője a sikharás toronyépület, amelynek méhkas alakú változatát rékhának, a négyszögletes alapú gúla formát bhadrának hívják. A torony a belső szentélyre (garbhagriha) épült, amelyhez egy kisebb átjáróval (antarála) csatlakozik a hívek csarnoka, vagy külső szentély (dzsagamóhana) , és egy vagy több, a nyilvános rituálék számára fenntartott nyitott, oszlopos csarnok (mandapa vagy mandapam), a táncterem (náta mandir), vagy felajánlások csarnoka (bhog mandir). Egy példa erre a klasszikus felosztásra a 11. században épült, Siva keleti arcának szentelt khadzsuráhói Kandarija Mahadéva-templom.
A belső szentélyt fedő sikharás, rékha-típusú torony hajlított, öblös formáival leginkább egy kaptárra hasonlít, és különböző szerkezeti rétegek (pagák) variációival nyeri el változatos alakját. A sikharát eredetileg négyzet alapra építették, ám ezek idővel változatos alapú sokszögre változtak a rengeteg kiszögellés és betoldás miatt, így egy idő után szinte kör alapúnak hatnak.
Az alapzat, amire a templomot építették a piszta. A templomhoz közvetlenül csatlakozó csarnokok (mandapák) ugyanezen a talapzaton állnak, néha oly szorosan a garbhagrihához csatolva, hogy a komplexum szinte egy épületnek tűnik. A szentély valódi tömbjét a bada alkotja, de a csatlakozó épületek falazatát is badának nevezik. A piszta és a bada együtt a bára. A felépítmény, azaz a sikhara oldalsó része a gandi, amit vízszintes tagolásokkal több rétegre osztanak, ezeket a rétegeket az ún. bhúmik, kis függőlegesen osztott tárcsák választják szét egymástól. A legfelső szinten egy bekinek nevezett tartóelem hordozza az ámlát. Az ámla, vagy ámlaka a phyllanthus emblica (ámla) virágzatát utánzó körkörös, függőleges sávokkal tarkított díszítőelem. Ezt egy boltozatos, kupolaszerű építmény, a khapuri zárja le, melynek tetején egy korsó áll, a kalásza. Ebben a templom szenteléséhez használt vizet tárolják, amelyet a Gangeszből, vagy más szent folyókból merítenek, és néha emberi hamvakat is tartalmaz.
Az északi templomtípus kialakulása egyes kutatók szerint az erdei brahmanák kunyhóira vezethető vissza. A szentély a tűzáldozat helye, amely fölé egy körkörös koszorúval összefogott, bambuszrudakból álló tetőt emeltek, a fennmaradó nyílást egy korsóval zárták le. Ezek az elemek a kőből épült sikharánál is megtalálhatók, a koszorú az ámla, vagy ámlaka, a korsó a kalásza.

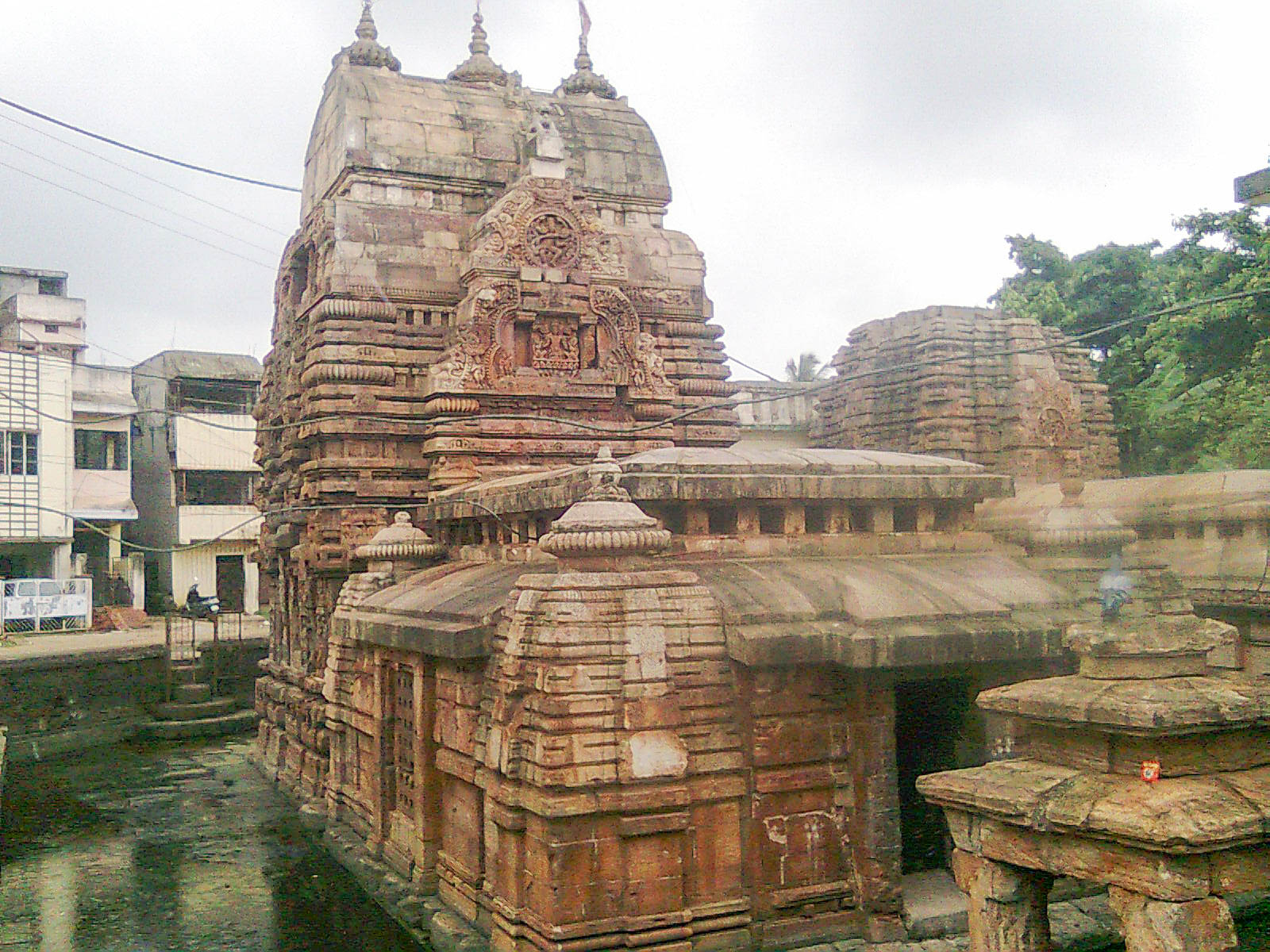
A bhuvanesvari Vaitál-deul a khakhara felépítésű sikhara tipikus példája

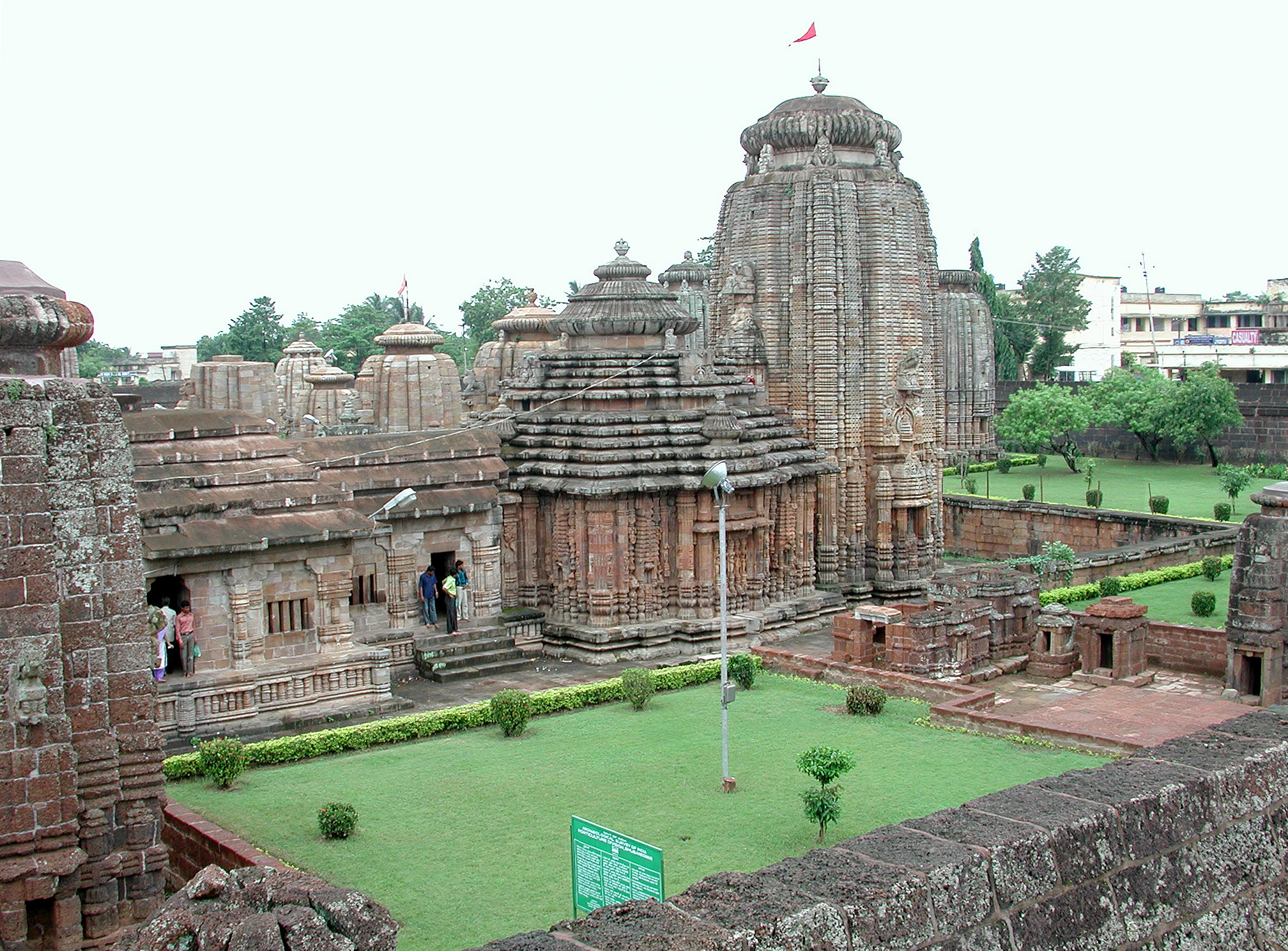
A bhuvanesvari Lingarádzsa-templom Oriszában

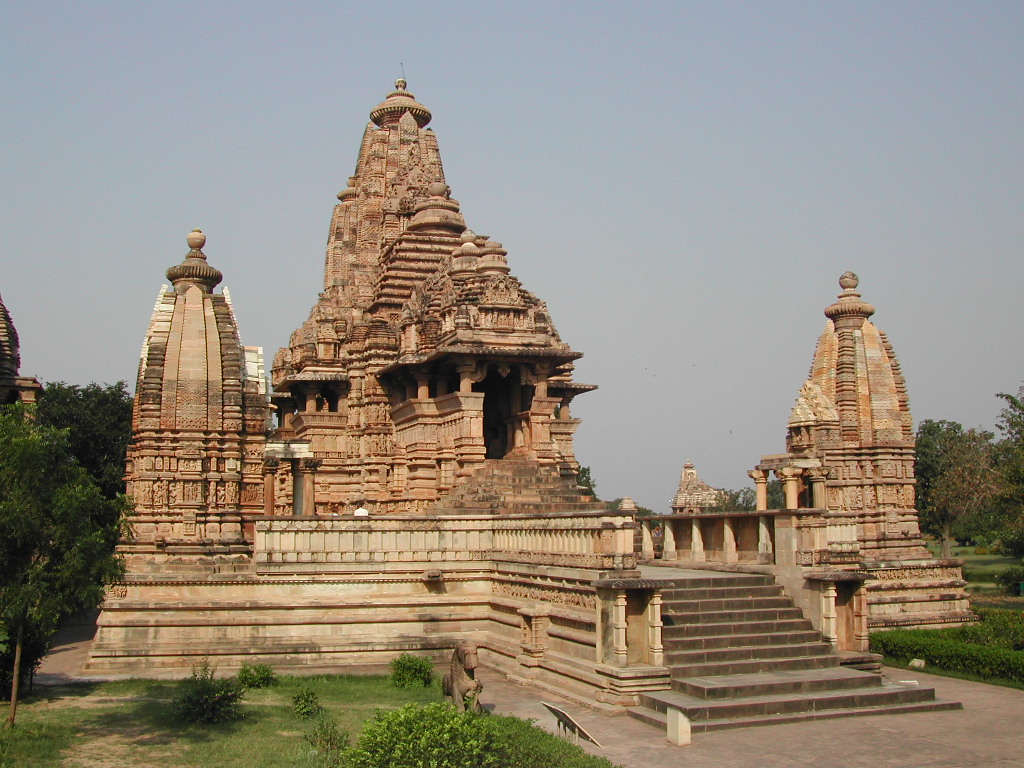
A khadzsuráhói Laksmana-templom

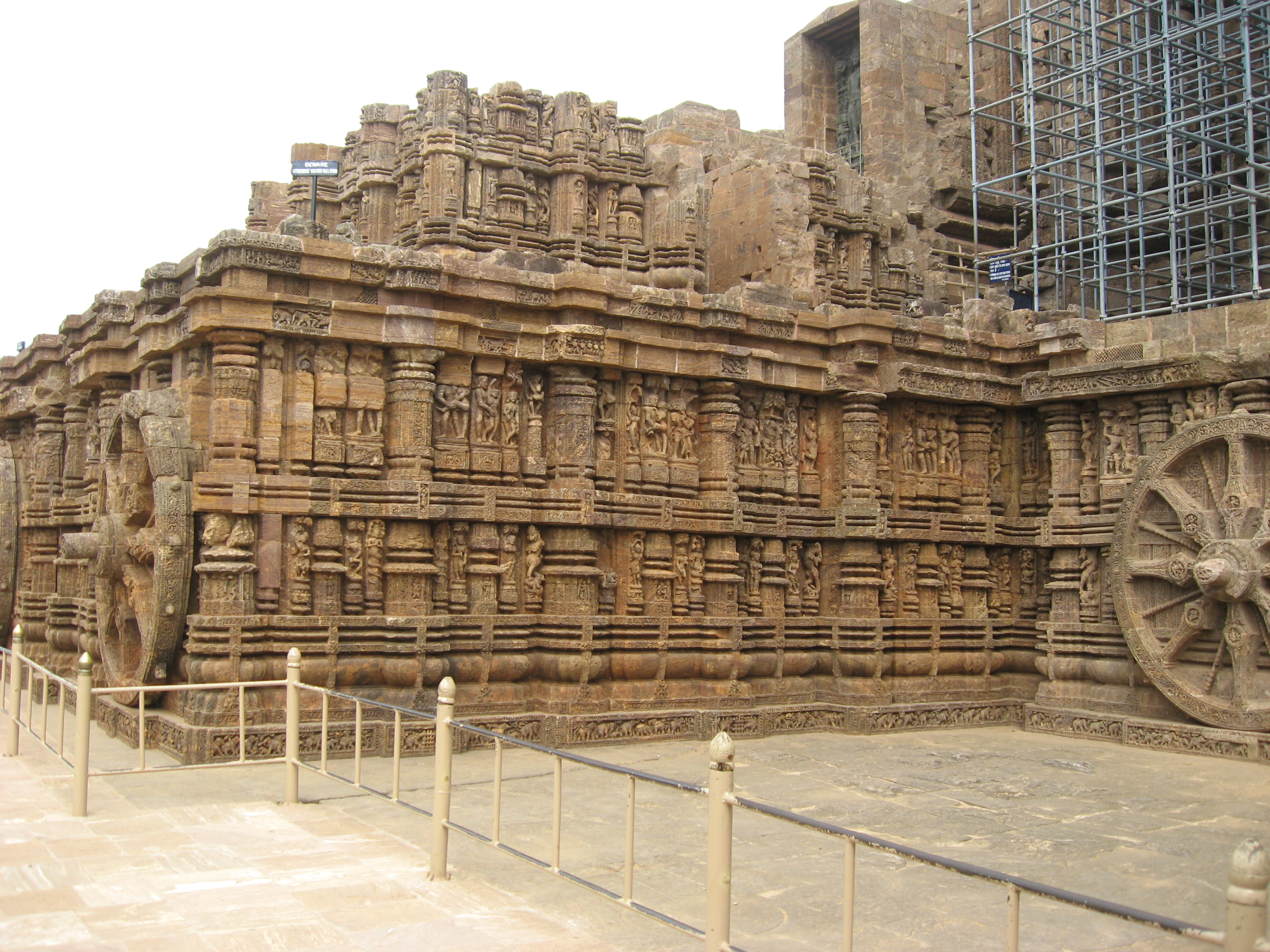
Konárak, a leomlott sikhara alatti piszta, a „szekér” (rátha) kerekeivel

Az oriszai (az állam régi elnevezése szerint kalingai) templomi építészet, amely a 7.-től a 13. századig élte fénykorát, egyedülálló a nágarai stílusváltozatokon belül is. Bár építészeti jellemzői egyértelműen az északi, vagy nágara stílushoz csatolják, léteznek olyan sajátos vonásai, amelyek a többi, északi templomtól megkülönböztetik.
Az oriszai templomok alaptípusait a szentély felépítménye alapján különböztetik meg. Ezek a khakhara-deul, rékha-deul, pida- vagy bhadra-deul típusú templomok, ahol a „deul” a szentély egyik északi elnevezése.
- A khakhara-deul, bár összességében különböző építészeti megoldásokban jelenik meg, hasonlít a déli vagy dravida gopuram felépítményhez, csak ott az nem a szentélyt, hanem a bejárati kaput fedi. A szó a „khakharu” (tök, sütőtök), szóból származik, és olyan alakú, mint egy hosszúkás dongaboltozatos tető, amelyet az ámlaka koronáz meg.
- A rékha-deul a már említett kaptárszerű kialakításról kapta a nevét.
- A pida-deul az egymásra vízszintesen elhelyezett kőlapokról (pidák), amelyekből a gúla alakban emelkedő tetőzet (bhadra) kialakul. A hívek csarnoka, a dzsagamóhana a legfontosabb a pida típusú templomok között. A pidák szintjei egymáson ülnek, egyik szintet a másikon helyezték el, egyre csökkenő keresztmetszetben, egészen a csúcsig.[36]

A Sakti-templomok általában khakhara rendszer szerint épültek. Visnu vadkan alakú avatárájának (Varáha) szentelt temploma a csauraszi (Puri) körzetben, és a bhuvanesvari Vaitál-deul kiemelkedő példái ennek a templomtípusnak. A Saiva- és Vaisnava-templomok Oriszában a rékha és pida típusokat követik.
A templomok szentélye csaknem mindig rékha stílusú. Az idő múlásával az oriszai építészek a templomi építészet egyedi formáit hozták létre, kialakítva az északi területeken elterjedt négy nagy templomi egységet:
- Belső szentély (garbhagriha) vagy vimána, vimánája, bada-deul, vagy rékha-deul, többnyire kis átjáróval összekapcsolva a hívek csarnokával;
- Hívek csarnoka (dzsagamóhana), amelyet mukhaszálának is neveznek;
- Náta-mandir az ünnepi, vagy tánctemplom;
- Bhog-mandapa vagy a felajánlások csarnoka;

Az oriszai templomi építészet formatív időszakában már csak két építészeti sítust használtak: az első az eredeti szentély, avimána vagy bada-deul, a második a dzsagamóhana vagy mukhaszála.
A kezdetben lapos tetejű, négyzet alapú szentélyeket az 5. századtól fokozatosan sikharás építmények váltották fel, amelyre az első kísérletet a dévgárhi (Uttar Prades, Dzsánszhi-körzet) Visnu-templomon látni. A 11. századtól az építtetők a keleti Ganga-dinasztia uralkodói, akik fennhatósága alatt a körzet jelentős vallási központtá fejlődött.
Három nagyobb templomcsoport származik a 8. és a 13. század közötti időszakból, amely a rendkívül termékeny északi (nágara) típusú építészeti stílust illusztrálja: a bhuvanesvari, a khadzsuráhói, illetve a konáraki templomegyüttes.

#### Bhuvanesvar
Csak az Orisza államban fekvő Bhuvanesvarban a szent tó, Binduszágar körül mintegy 7000 építményt hoztak létre, nem egészen öt évszázad leforgása alatt, ezekből ma már csak néhány száz maradt fenn. A terület három építési időszakot reprezentál: 7–10. század építményei (Parasurámésvara és Vaitál-deul), a 10–12. század (Muktésvara-, Brahmésvara-, Dzsagannátha- Lingarádzsa-templomok) és a 12–13. század templomegyüttesei (Rádzsaráni-, Ananta Vászudéva-templomok).
A meglehetősen kicsi Parasurámésvara-templom emelvény (piszták) nélkül a talajon áll, közvetlenül hozzá csatlakozik az oldalfalain a táncosokkal, zenészekkel gazdagon dekorált dzsagamóhana. Jellemzőek az oriszai templomokra a kis szentélymásolatok, amelyeket az építmények oldalain sűrűn ismételnek.
A Muktésvara-templom egyedisége abban nyilvánul meg, hogy dzsagamóhanájának mennyezete lótuszvirágot mintáz. Előtte kis kapu féle építmény (tórana) található, amely első ránézésre boltívnek tűnik, azonban valójában záróelemét vízszintesen egymásra rakott kövek alkotják, ezek saját súlyuknál fogva, kötőanyag nélkül nehezednek az oszlopokra.
Ugyanitt található a kharkara stílusú Vaitál-deul, amelyet tantrikus istenségeknek szenteltek, és a Siva feleségének egyik alakjáról elnevezett Gauri-templom is.
Az ünnepi Lingarádzsa-templom (épült a 11–12. században) egyik kiemelkedő példája a kétcellás, háromoszlopos csarnokoknak, amelyek tengelyesen megelőzik a belső szentélyt. Keletről nyugatra: a felajánlások csarnoka, tánccsarnok, a hívek csarnoka, és végül a megfelelő belső szentély. Ellentétben számos történelmi templommal, ez a hatalmas szentély mind a mai napig aktív használatban van, és a nem hinduk számára nem látogatható, a turisták csak emelvényről tekinthetik meg. A Lingarádzsa-templom Bhuvanesvarban a betetőzése az oriszai templomépítészetnek. Ugyanitt pontosan egy évszázaddal később kezdődött meg Puriban a Dzsagannath-templom építése. Ez a legnagyobb Oriszában (mintegy 65 m magas), és bár díszítése az eddig ismertetett templomokhoz képest szerény, a körülötte zajló szekérfesztivál miatt a hinduk körében nagy vallási jelentőséggel bír.

#### Khadzsuráhó
Khadzsuráhóban, a Csandella-dinasztia székhelyén a királyi család több mint 200 év alatt legalább 25 templomot építtetett, a külső felületek díszítése, a szobrászat híven tükrözi a pazar művészeti mecenatúra vagyonosságát, valamint a misztikus, elsősorban a tantrikus rítusok iránti vonzalmukat. Ezek közül a legjobb állapotban a Laksmana-templom (kb. 950) maradt meg, ahol a bhumidzsa típusú sikharák elé felhúzott építményekre az axiális elrendezés a jellemző. A hívő, mielőtt a központi helyiségbe jut, egy zárt folyosón körbesétálja a belső szentélyt. A fényt ezen a kerengőn kis, szemmagasságban elhelyezkedő nyílások biztosítják a bonyolult szerkezetű belső falon úgy, hogy a hívő figyelmét már nem vonják el a külső falon látható szobrok magától az ájtatosságtól. A Csandella-dinasztia ideje alatt 85 templomot építettek még ebben a térségben, csak a 12–13. században. Egyedül Khádzsuráhóban mintegy 25 templomot tártak fel, amelyek együttese jelenleg a világörökség részét képezi.

#### Konárak

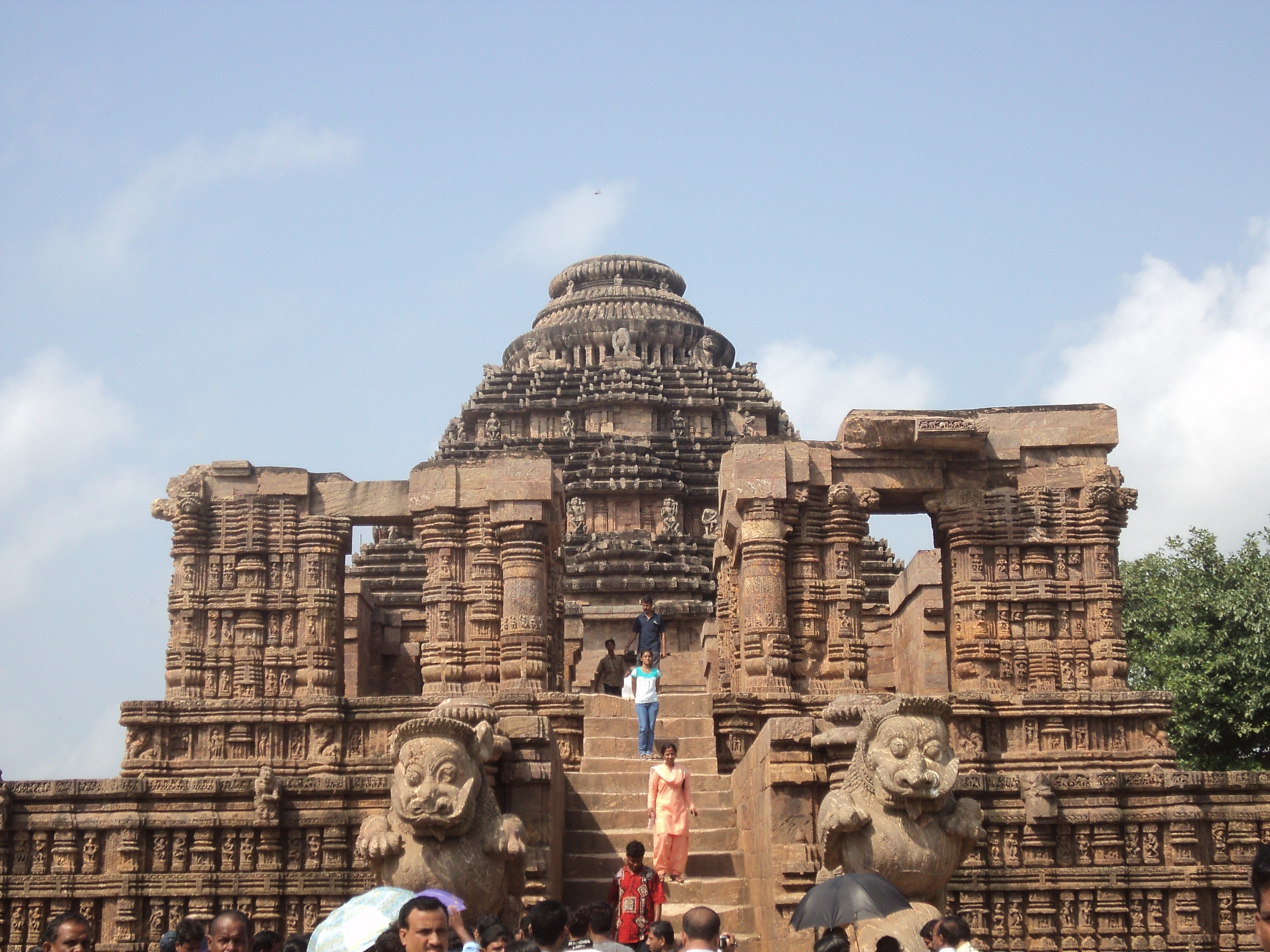
A Konáraki naptemplom

Az oriszai építészet végpontja a Konáraki naptemplom, amely a keleti ganga király, Naraszimha (1238–1264) uralkodása alatt épült a tengerparti Konárakban. Építésének idején a legmagasabb sikharája az itt épült szentélynek volt Oriszában. A ma már nagyrészt romokban heverő, Szúrjának, a napistennek szentelt épületegyüttes képzeletbeli szekeret formáz, a valósághűen megmintázott, egyenként mintegy három méter átmérőjű tizenkét pár kerekével és a szentélykomplexum elé fogott lovakkal.
A megmaradt díszítések rendkívüli gazdagsága a pisztákon mutatkozik meg leginkább. Az ornamentika nonfiguratív elemei kis szentélymásolatokat ábrázolnak, a figurális elemek elefántokat erdei környezetben, vadászjeleneteket, felvonulásokat és körmeneteket lovakkal tevékkel, vaddisznóvadászatot, szarvasokat és oroszlánokat, versenyeket és párbajokat.
Az erotikus szobrászat – Khadzsuráhó mellett – egyik leggazdagabb megnyilvánulása is itt található: láthatók lányok kéjes, csábító testhelyzetekben, hangszeren játszanak, kedvtelésből tartott madarakat simogatnak, szerelmes párok szexuális ölelésben olvadnak össze. A megformált alakok között láthatunk hercegeket, tanárokat diákjaikkal, aszkétákat, vadászokat, harcosokat és katonákat is.

### Dél-indiai, vagy dravida stílus

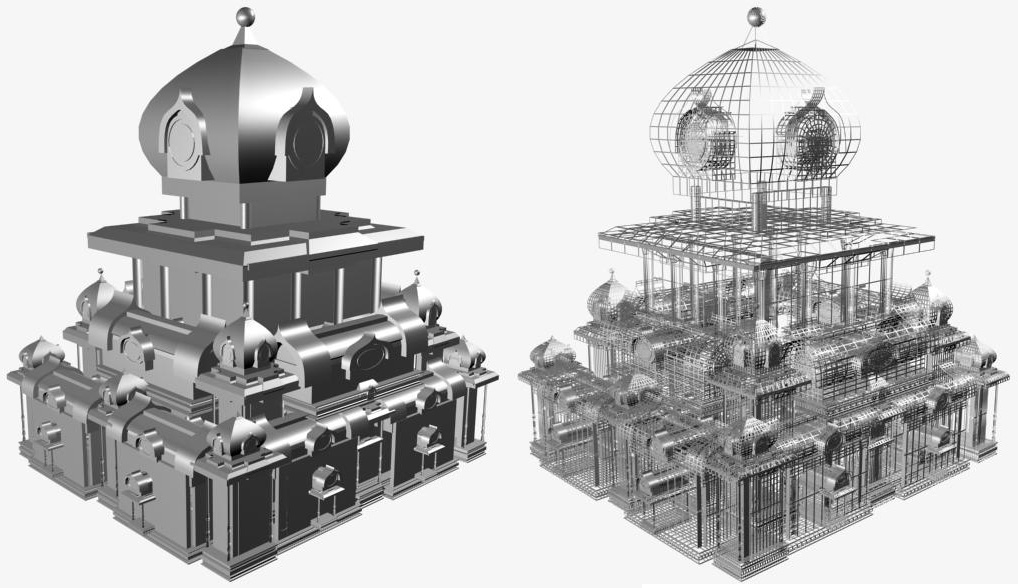
A dravida templomok általános szerkezeti felépítése

A dél-indiai, vagy dravida stílusú templomok építése a kancsipurami Pallava-dinasztia (600–850) uralkodásához, a badami illetőségű Csálukja-dinasztiához, illetve a Maduráji Pándja-dinasztiához kötődik. A mahábalipurami templomkomplexum Tamilnáduban, a Ladhkan-templom Aiholban és a Kaszinátha-templom Pattadakalban kiváló példái ennek az építészeti stílusnak. 600–850 között Tamilnáduban kezdtek templomi építkezésekbe a pallavák alatt (kőből kifaragott rathák az isteni szekerek mintájára Mahábalipuramban), illetve a Kailászanátha-templom Elorában és a Vaikunta Perumal-templomok Kancsipuramban). 850–900 között Tamilnáduban a Csola-dinasztia (Brihadeshvarban és Szrírangamban) épített templomokat. 1336–1565 között, a Vidzsajagara birodalom regnálása alatt épültek fel a karnátakai Hampiban a Pampavati és a Sri Vithala templomok. 1600–tól 1700–ig a maduráji Najak-dinasztia uralkodói bővítették ki a már működő Mínáksi Amman-templomkomplexumot.
Délen, a dravida területeken jellegzetes regionális stílust fejlesztettek ki, amelyet kiemelt tetők, lekerekített oromdíszek jellemeznek, a falak mentén egymásba illeszkedő oszlopokkal, többoszlopos csarnokokkal, koncentrikus falazattal, masszív bejárati kapukkal. Ez a formavilág is a korai 7. századi sziklába vájt templomokra vezethető vissza, ahol már oszlopos csarnokok vezettek a mélyen sziklába vájt belső szentélybe.
A barlangoktól független korai dravida stílusú templomok Mahábalipuramban már valójában a későbbi nagyszabású építészeti megoldások modelljeinek tekinthetők. Itt épültek fel az úgynevezett ratha-templomok, amiket az ünnepeken istenek képmását hordozó kerekes kocsik mintájára faragtak ki a tengerpart monolit gránitjából. Ezek mindegyike más és más jellegzetességet mutat, felismerhetők alakjukon a helyi építészet jellegzetességei is. Egyes templomok megoldásai nyilvánvalóan a csaitja-csarnokok dongaboltozatos tetőszerkezetéből származnak – amelyek megfigyelhetők például az adzsantai buddhista barlangtemplomoknál –, míg mások egyszerű, fából készült szentélyekre hasonlítanak. Megegyeznek abban, hogy központosított tervezői koncepción alapulnak. Minden építmény megemelt alapon található, a díszítések bőségesen kihasználják az oszlopok felületeit, vagy a falon lévő kiugrásokat, a fal tagolását.
A déli, dravida templomok szinte fraktálszerű arculatot mutatnak. Az ábrán is látható építőelemek több szinten ismétlik önmagukat, mintegy megsokszorozva az eredeti formajegyeket, ezzel is jelezve a legkisebb részlet és az egész templom misztikus egységét, kapcsolatát. A felület kiképzése annyira meghatározó, hogy az több mint az építészeti formák kiegészítése, puszta díszítése, mivel a kis alapegységek egyre nagyobb szerkezeti elemeket alkotnak.

#### Általános felépítésük

Dravida vimána felépítése

A dravida stílusú templomok függőleges emelkedési szintjei általában hat, jól körülhatárolt egységre oszthatók. A legalacsonyabb szint a adhisthána, az alagsor, alap, vagy támaszték. Több mint 150 fajta létezik ebből a szerkezeti elemből. Ez a szint határozza meg a templom alakját is. Ezt a terasz nélküli alapot a Vásztu-sásztrákban upa-pitha vagy upana (lábazat) néven említik.
Az alagsor szintje felett, a falak magasságában, technikailag az oszlopcsoportok (stambha-varga) szintje következik. A sima és erős robusztus oszlopokat a falakba ágyazták (kudja) és általában az oszlopfők kivételével, amelyek nem díszesen faragottak, nem is láthatók. Az oszlopok szintje a fallal együtt a pada. Ezt a szintet egy tetőszerű szerkezet, az úgynevezett koronapárkányzat (prasztara-varga) követi, általában lapos kőtáblákból rakottan. A falszerkezet feletti részt prastarának nevezik, és díszes fülkék találhatók rajta, amelyek valójában miniatűr szentélyeket mintáznak.
A templom negyedik egysége a griva vagy kantha (nyak), a kis megszakítás a tető-szerű prasztara fölött, ez azt a célt szolgálja, hogy közvetlenül megtámogassa templom a legfelső elemét, a kupolát, vagy ahogy azt a nágari építészeti megoldásoknál is nevezik, a sikharát. A "nyak" alakjának meg kell egyeznie a sikhara alakjával, legyen az négyzetes, nyolcszögletű, kör, vagy apszis alakú. A dóm vagy sikhara (korona) határozza meg az ötödik szintet, ami nemcsak a szentély védelmét szolgálja, hanem szakrális jelentése is van: hirdeti azt a kegyelmet, fenséget és pompát, amit a templom képvisel. A sikhara gazdagon díszített, és néha aranyozott rézlemezzel vonják be. Előfordul, hogy orrszerű kiképzések (nasika) találhatók a kupola mind a négy oldalán.
A kupola fölött található a záróelem (sztupi), mint a hatodik egység. Ez a szenteltvíz-kancsók (kalásza) formáját mintázza. Ez alatt lehet egy, az egreshez hasonló indiai növény, a phyllanthus emblica (ámla) virágzatát megjelenítő alakzat, az ámla, nevét is a növényről kapta.
A nyak, a kupola és a csúcs együttesen az úgynevezett vimána, ezt a kifejezést általában az egész felépítményre alkalmazzák a szentély felett, néha beleértik magát a szentélyt is.
Az istenek képei a templom minden oldalán megtalálhatók, ahogy azt az ágama, amely szerint a templomot építették, előírja. Jelenleg több mint 1500 fajta létezik ebből a templomtípusból.
Különösen India déli csúcsánál, ahová az iszlám befolyás sohasem hatolt be, és a szigorúan vett kasztrendszer mellett az ortodox hindu felfogás volt a meghatározó, a templomokat körülvevő bekerített tér az évszázadok alatt egyre tágasabb lett. A kezdeti, kis léptékű szakrális környezet lassan alkalmas lett a megnövekedett igények kielégítésére, ami különösen fontos volt a fesztiválok, ünnepségek megtartása szempontjából. Az északi, kis méretű, a nágari stíluson belül még bejárattá zsugorodott mandapák, oszlopos előzéképítmények itt már hatalmas, úgynevezett „ezeroszlopos” csarnokokká bővültek. Mivel a hívőknek szánt teret folyamatosan bővítették, fokozatosan több hektáron fekvő monumentális szentélyvárosok alakultak ki saját közigazgatással, rendfenntartó erőkkel, kézművesekkel, földbirtokokkal.

#### A gopuram

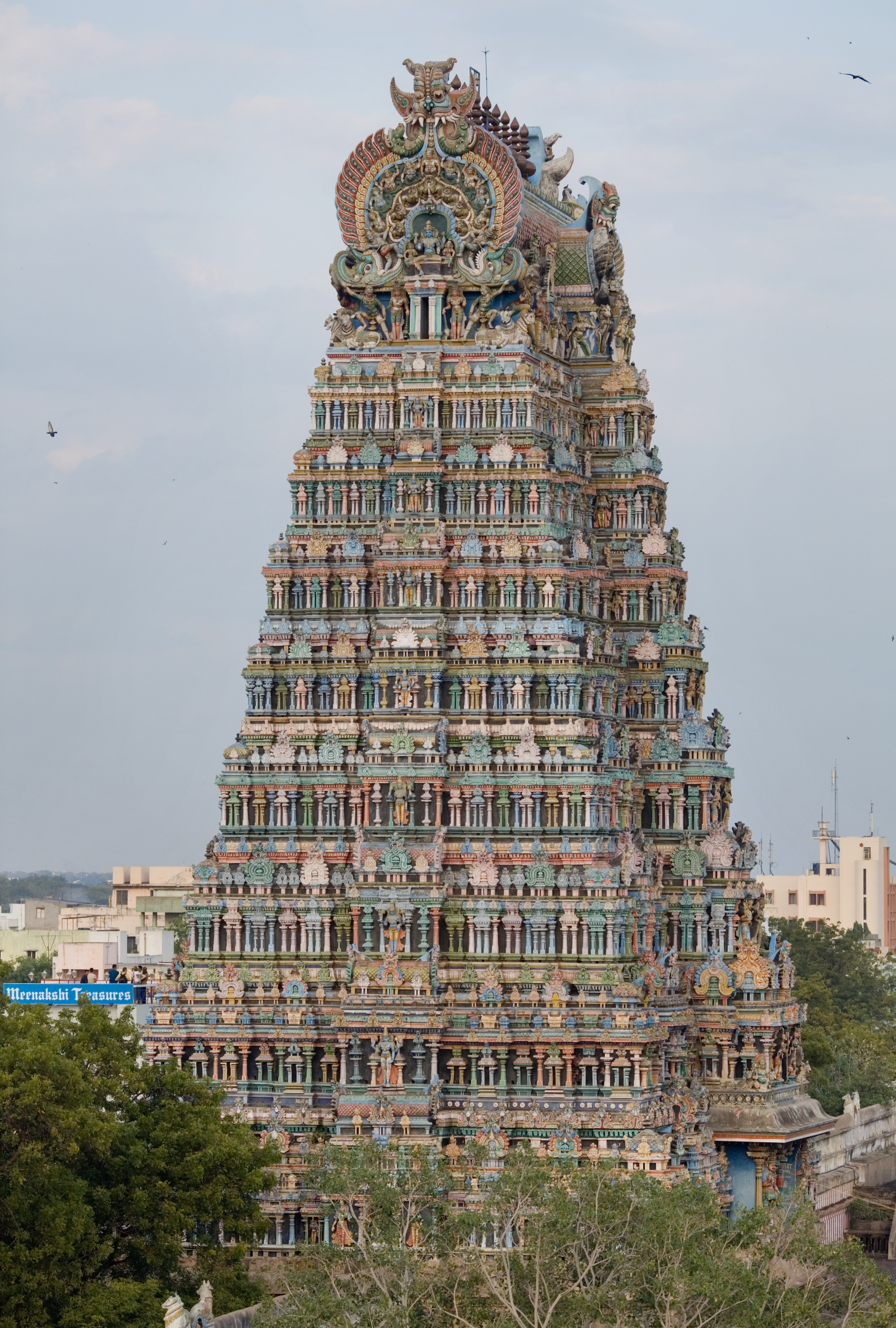
Gopuram Madurájban

A déli típusú templomkomplexumok kiemelkedő ismérve a hatalmas, négyszögletes toronyépítmény (gopuram, „tehénkapu”), amelyet a belső szentélyre, de általánosabban a templomkomplexum bejárata fölé emelnek. A szentély a gopurammal együtt sokszor maga a vimána, azaz a tényleges fő templom is.
A bejárati gopuram néha sokkal magasabb, mint a tényleges szentély fölé épített torony, nem ritka a 40-60 méter magasságba törő, mintegy száz tonnás felépítmény sem. A gopuram tetején többnyire hengeres záróelem található, amelyet több templomnál is egy darab gránittömbből faragtak ki. Igen ismert a Tamilnádu államban található maduráji Minaksi-templom gopuramja, amelyen a lépcsőzetes struktúrákat szobrok és kis szentélymásolatok százaival díszítették.

#### Maduráj
A maduráji, Párvatinak szentelt Mínáksi Amman-templomkomplexum magja a központi szentély, amelyet már kezdetben bekerítettek, hogy jelezzék a tömegek számára, hogy ide csak a kiválasztottak, a magasabb kasztbéliek léphetnek be. Ezt ellátták egy figyelemreméltóan díszített kapuval, amely messziről felhívta a figyelmet a templomra. Ahogy az igények növekedtek, a kapun kívül újabb szentélyeket emeltek, majd ezeket is bekerítették, belefoglalva az elsőként épült szentély udvarát is, és így tovább, mígnem kialakult egy koncentrikus négyzetekből álló térszerkezet, amelynek bejáratait hatalmas, nem ritkán 40–50 méter magas lépcsős gopuramokkal látták el. Végső formáját a 17. században nyerte el, ekkor már a templom mintegy 14 bejárattal (gopurammal) rendelkezett. A bejáratokat ma már több mint 33 000 szobor díszíti, és az évente megrendezett Mínáksi Tirukaljanam fesztivál alkalmával közel egymillió látogatót fogad.

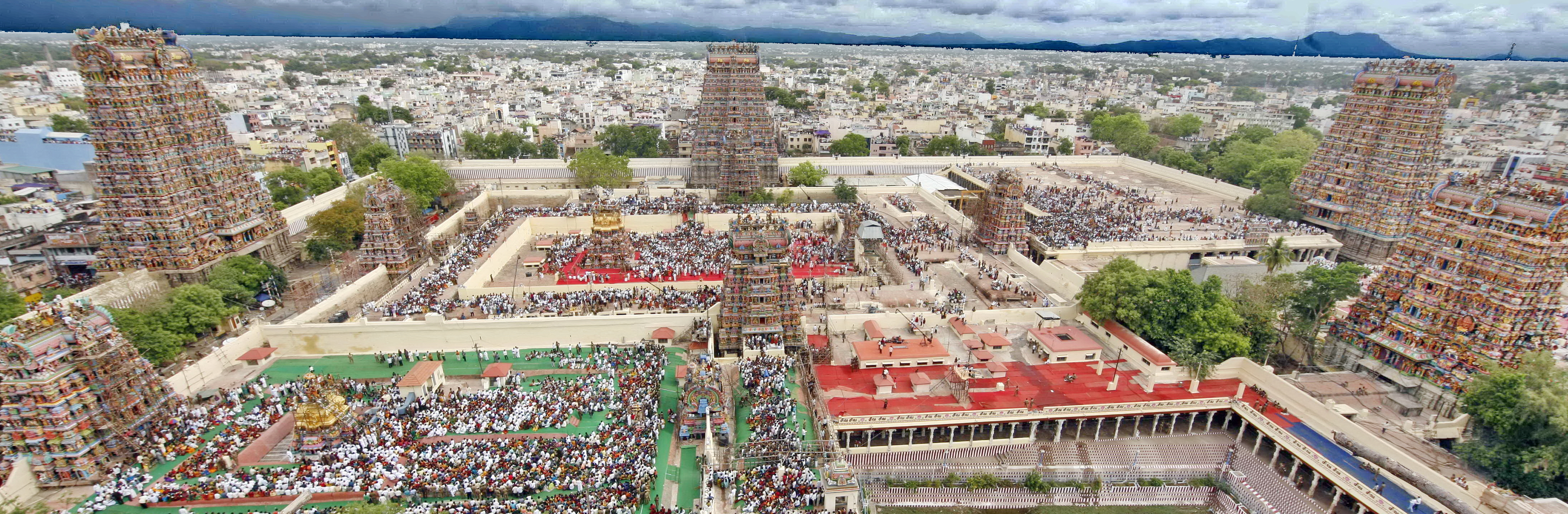
A maduráji templomkomplexum. A hatalmas gopuramok (kapuemelvények) mellett a szentély (az udvarok közepén láthatók, aranyozott tetővel) felépítménye eltörpül.

#### Tandzsávúr

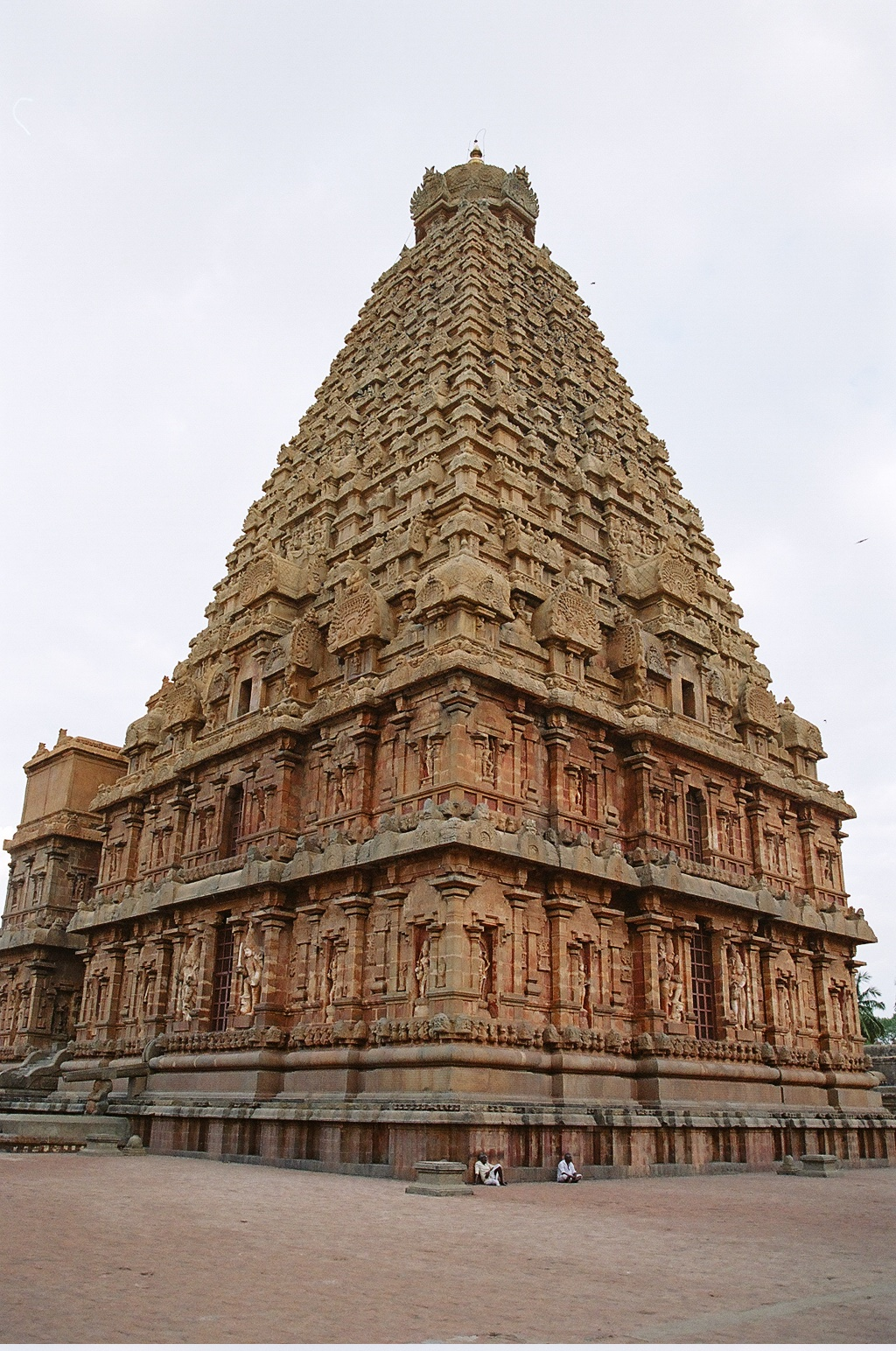
A tandzsávúri Brihadísvara-templom

A szentély feletti torony megnövelésének koncepciója látható Tandzsávúrban, a 11. századi Brihadísvara-templomon is. A Csola-dinasztia alatt épített templom nemcsak Dél-India, hanem Srí Lanka, sőt Hátsó-India építészetére is nagy hatást gyakorolt. Itt az építőknek sikerült megemelniük a garbhagriha feletti tornyot, így ez háromszor magasabb lett, mint bármelyik templomépítmény, amit azelőtt, vagy abban az időben építettek. Az alap jelentős nagyságú, mintegy 82 méteres oldalhosszúságú négyzet, de van egy körmeneti hely is a központi szentély körül, amely kisebb kiugrókat tartalmaz, enyhítve ezzel az építmény szilárd tömegét. Kétemeletes magasságban az alap fölé, emelkedő féloszlopokat és kis fülkéket helyeztek el, míg a tetőtéri szintet kisebbre építették, majd innen emelkedik a toronymagas, piramis alakú tető. A záróelem dravida sikhara, amelyet egy monolitból faragtak ki. Ennek súlya a becslések szerint több mint 8 tonna is lehet, ez alkot kupolaszerű befejezést. Szokásosan itt is egy tengelyesen szimmetrikus, tornácos, két oszlopos csarnok áll a szentély előtt. A templom és a nagy bejárati kapu között kis oszlopos szentély látható a szent bika, Nandi (Siva hátasállata) tiszteletére. Az ezt körülvevő fal kettős oszlopsorból áll. Az udvar sarkában több kisebb templom irányítja a figyelmet a központi szentélyre. A későbbi templomok építésénél már a tömör álkupola helyett kisebb, oszlopos csaitjakupolákat helyeztek el a szentélyek csúcsain.

#### Szrírangam

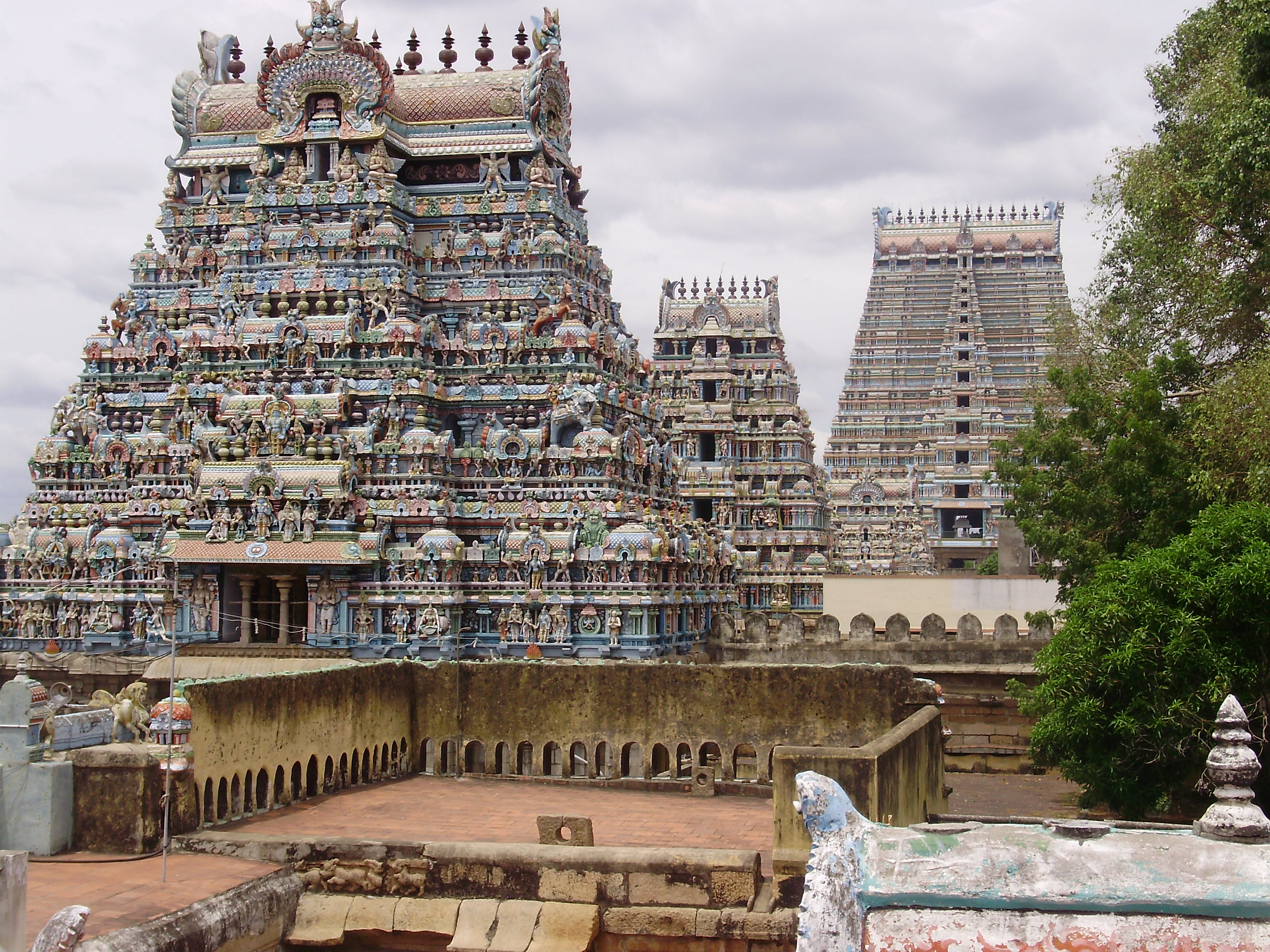
Gopuramok a szrírangami Srí Ranganátha Szvámi-templomban

A tömegek igényeinek figyelembevételével épült a Visnunak szentelt szrírangami (Tamilnádu) Ranganátha-templom is.
A szrírangami templomkomplexum általános szerkezete a hatalmas kapuépítményeivel (gopuramok) és egymásba ágyazott koncentrikus udvaraival a későbbiekben modellje lett a déli, dravida vallási központoknak, templomoknak még ott is, ahol nem alakult ki a nagy tömegek befogadására alkalmas, magát a szentélyt körülvevő térszerkezet.
Szrírangamban az építkezés körülbelül 1000-ben kezdődött a Kauveri folyó két ága által körülzárt területen, bár ekkor még csak egy szerény garbhagriha és a hozzá tartozó oszlopos csarnok, illetve a fallal körülvett udvar készült el. Mivel népszerűsége az elkövetkező 500 évben folyamatosan nőtt, ezt a komplexumot bővíteni kellett, ezért megépültek az épületeket körülzáró falak, felújították, kiigazították az észak-déli tengelyt, de meghagyták az építészeti folytonosságot, a formális egységet. Az új építésű udvarokban további szentélyeket és többoszlopos csarnokokat hoztak létre, medencéket a rituális fürdő céljára, majd a fallal kitöltött oszlopsorok mellett felépült a templomi elefántistálló, és egy épület a rituális, szent helyek működtetését végző személyzet részére. Mire a negyedik bővítés elkészült, a templom fala magába foglalt egy kisebb várost, és a zárt terület csaknem egy négyzetkilométer nagyságú lett. A komplexum ma már mintegy 156 hektár területet foglal el. A bővítés során a meglehetősen szerény eredeti templom kapott egy nagyobb épületet, de ez még mindig eltörpül a hatalmas álboltozatos kapuátjárók (gopuramok) mellett, amelyek a létesítmény tengelyében helyezkednek el. A legkülső falba három gopuram épült az oldalak felezőpontján, hogy azok megfeleljenek a teologikus szövegek által előírt tájolásnak is. A kapuk külső felülete enyhén befelé lépcsősen emelkedik, majd az átjáró tetejének bonyolult faragott díszei következnek. Az utolsó gopuram az 1980-as években épült, becslések szerint 25 000 tonnát nyom.
Szrírangam a dravida hindu építészeti stílus főbb vonásait egyben szemlélteti: jelentős az ismétlés mind a külső tagolás és a ritmikus elemek alkalmazásában, évezredes fejlődésében tükrözi azt a hajlamot, amellyel a tervezők kisebb modellek alapján igyekeznek nagy kompozíciókat kialakítani.

### Vészara, vagy dekkáni stílus

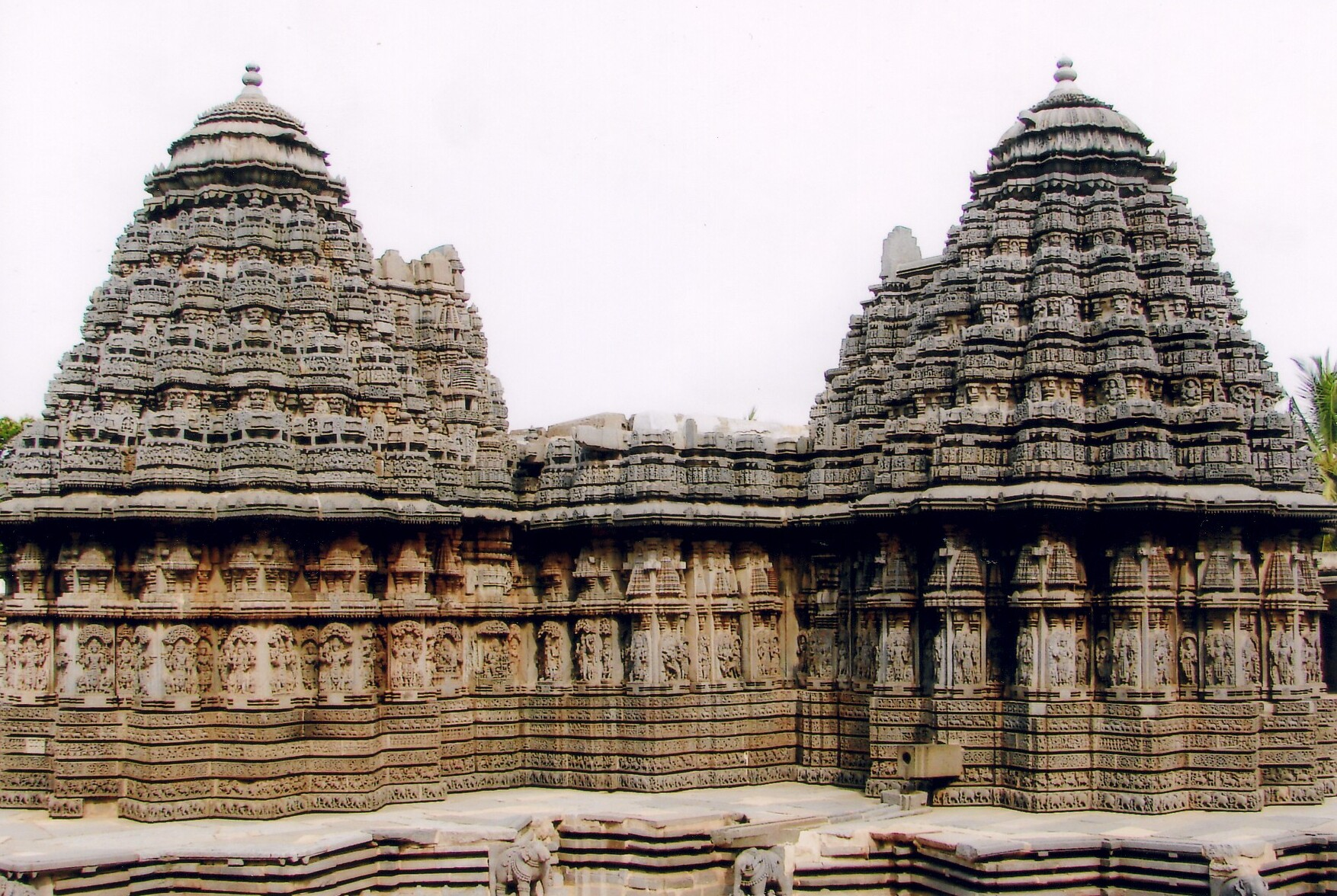
A szomnáthpuri Késava-templom Karnátaka államban

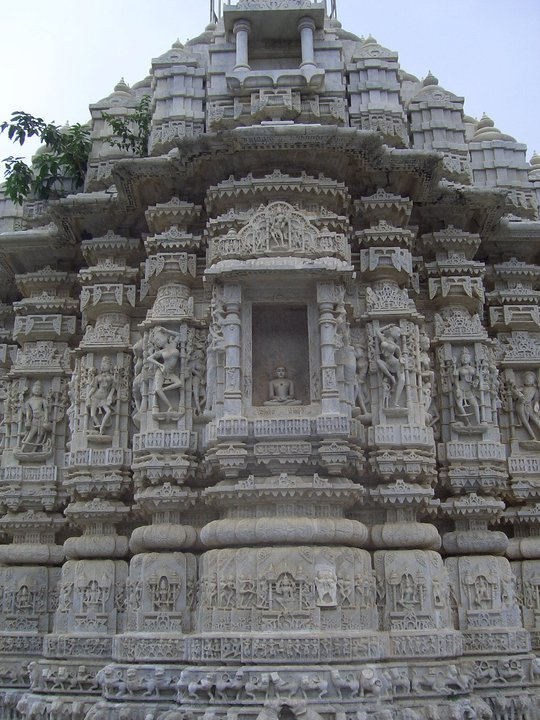
Díszes márványfaragás az ábu-hegyi dzsaina templom külső homlokzatán

A vészara egy köztes irányzat a dravida és a nágara templomépítészet stílusa között, sokszor inkább a kettő keverékének tekinthető. Alapja nem a négyzetes, az azt egyre kisebb osztásokkal lekerekítő mértani alakzat, hanem legtöbbször egy csillag, vagy virágsziromra emlékeztető forma (jantra). Az így kialakított szentélyek fölé emelkedő sikhara követi az alapzat körvonalát, fokozatosan csökkenő alapterülettel, majd meredek kúpos formát alkot, tetején többszörösen osztott ámla helyezkedik el. Sokan a vészara hindu építészetet nem tekintik külön stílusnak, inkább az északi és déli építészet eklektikus keverékének, amelybe bizonyos buddhista hatás is vegyült.
Egy időben a Csola-dinasztia (1100–1300) uralkodásával, a hojszalák, akik India kannada területein uralkodtak, csálukja-stílusú díszes templomokat építettek Karnátaka számos helyén. A vimánák, azaz a szentélyek kialakítását a külső falakon elhelyezett nagy számú szobor jellemzik, a falba süllyesztett, aprólékosan kidolgozott oszlopelemekkel. Karnátaka déli részén létrehozott templomok közül a leghíresebbek Belurban, Halebidben és Szomnáthpurban vannak.
Nem ritka, hogy az északi és déli stílus egy talapzaton, egy egységben szerepel, nágara stílusú, bhumidzsa jellegű sikhara, dravida mandapával, és csatris, oszlopos szentéllyel (például a Gondésvara-templom Szinnárban). Néhány komplexumnál, mint például a 13. században, a hojszalák alatt épített, Krisnának szentelt szomnáthpuri Késava-templom esetében a vészara stílus annyira elkülönült egységet alkot, hogy a művészettörténészek már hojszala-stílusról beszélnek. A nágara tagolású, de tömeghatásában dravida jellegű templom díszítése kiemelkedően részletes és bőséges.

## Hatása a dzsaina építészetre
A hindu templomépítészet Indiában, a nagy középkori templomépítési hullám idején – a már fokozatosan háttérbe szoruló, saját építési kultúrával rendelkező buddhizmus építészetét érintetlenül hagyva – a dzsainizmus vallási építészetére gyakorolt számottevő hatást. Rádzsasztánban, az ősi dzsain zarándokhelyen, az Ábu-hegyen a 11–13. századokban felépült templomkomplexum alaprajzában követi a hindu hagyományokat, de belső terében, a hindu templomokkal ellentétben bőségesen tartalmaz díszítőelemeket. Itt is megtalálható a tánccsarnok (nátamandír), majd két, oszlopos előcsarnok, végül a kis szentély. Építőanyagai eltérnek a hindu templomokétól, kizárólag fehér márványból építkeztek, amit mintegy ezer kilométer távolságból hoztak a helyszínre. Három templom készült el a hegytetőn, amelyeket rendre Vimála, Tedzspála és Ádináth néven szenteltek fel. A bennük elhelyezett tirthankara-ábrázolások, azaz „gázlókészítők” szobrai jelzik, hogy dzsaina templomról van szó. A rendkívül finoman, már-már átlátszóan csipkésre csiszolt ornamentika túlburjánzó formagazdagsága mégsem bontja meg az egységes struktúrát, az építészek és kőfaragók arányérzéke határt szab az öncélú díszítésnek.

## Indián kívüli középkori hindu építészet

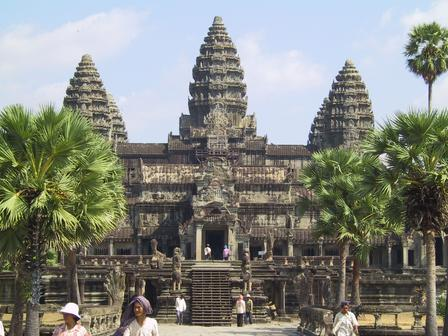
Angkorvat Kambodzsában

A hinduizmus hagyományosan nem térítő vallás, bár az abból kifejlődő modern bhaktikus irányzatok, mint például az ISCKON szervezetei már kifejezetten térítőnek tekinthetők. Nem meglepő tehát, hogy a védikus brahmanizmus, vagy hinduizmus a középkorban szinte csak az indiai szubkontinensen és annak környező területein hódított, ahová a széles körű kereskedelmi kapcsolatokkal rendelkező uralkodók befolyásukat kiterjesztették. A 8–12. század templomépítési hullámai eljutottak Srí Lankán kívül Délkelet-Ázsiába, Indonéziába, Jávára, ahol már a 9. században felépítették a trimúrtinak szentelt prambanani-templomot és Balira, illetve Észak-Szumátrára, ahol a letelepedett hinduk nemcsak az írásbeliséget terjesztették, hanem a helyi jellegzetességeket kultúrájukba beépítve, önálló alkotásokat hoztak létre.
Kimagasló jelentősége volt a dél-indiai Csola-dinasztia kereskedelmi kapcsolatainak, ezzel Indiától meglehetősen távoli területekre is exportálta a hindu kultúra és a védikus építészet alapelemeit. Így például Kambodzsába, a korai Khmer Birodalomba, ahol a hinduk a maga nemében egyedülálló vallási központot hoztak létre Angkorvat területén. A többször gazdát és vallást cserélt épületegyüttes ma a világörökség része. A fejlett mezőgazdasági tevékenységének köszönhetően gazdag birodalommá fejlődő Khmer Királyság nagyszabású építkezéseket hajtott végre a Mekong és a Tonle Szap folyó síkságán. Az itt felépült templomok többsége a hindu előírások és ősi szövegek alapján készült, majd kiegészítéseivel tükrözte a khmer nép kőfaragóinak és építészeinek ízlésvilágát. A szentélyek fölé emelt jellegzetes, égnek törő, hegyeket idéző (Meru-hegy) sikharák a későbbi épületeknél is megmaradtak, bár a buddhista időszak alatt belső terük átépítésre került, és díszítéseiket sok helyen eltávolították.

## Kortárs templomépítészet

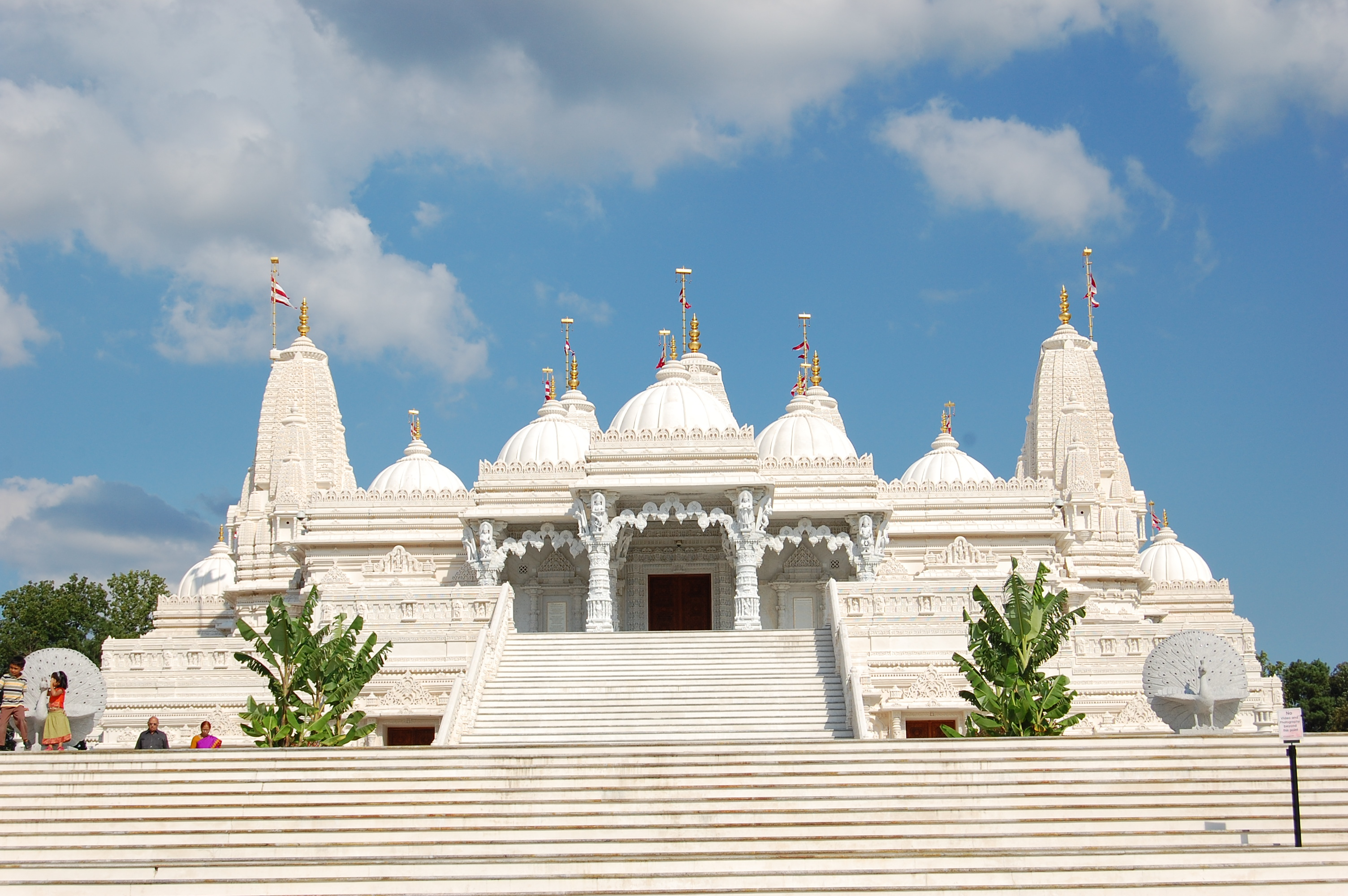
A BAPS Shri Swaminarayan Mandir Atlantában

A hindu templomépítészet a mai napig az ősi szövegek (Silpa-sásztrák, Vásztu-sásztrák és ágamák) által kijelölt úton halad. A globalizáció kiteljesedésével a világ számos táján, főleg nagyobb hindu közösségek központjaiban nagy és gazdagon díszített templomokat építenek, az indiai szubkontinensen fellelhető valamelyik stílusban, ritkán e stílusok keverésével. Számos hindu templom szerzett Észak-Amerikában és Európában kiemelt helyet és elismerést nemcsak a hívők, hanem az építészek körében is. A San Francisco melletti Livermore-ban található Siva-Visnu templom különböző kulturális és vallási rendezvényeivel jelentős turisztikai centrum.
Bár az előírások szigorú betartását a világ minden táján értő brahmanák vigyázzák, az építészet fejlődése a templomépítészetben is fellelhető, a modern technikák és építőanyagok megtalálhatók az új templomoknál is. Szép példa erre a BAPS Shri Swaminarayan Mandir & Complex, a Chicago melletti Bartlettben, amely több tízezer látogatót vonz minden évben. A B.A.P.S. szervezet több mint hatvan templomot épített Észak-Amerikában és számosat Európában is. A londoni BAPS Shri Swaminarayan Mandirt például elismerte a Guinness Rekordok Könyve is, mint a legnagyobb hagyományos, Indián kívüli hindu templomot.
A 21. század első évtizedében a legismertebb hagyományos templomi építész a Csennaiban élő V. Ganapati Sthapati, aki egyben az egyetlen élő silpa-guru is. Indiai és amerikai egyetemeken tart előadásokat a templomokról és építésükről. A hagyományos indiai építészet jelenleg virágkorát éli, sok tervezővállalat foglalkozik olyan épületek kialakításával, amelyek felépítése az ősi hagyományokban gyökerezik.

## Műemlékvédelem
A legtöbb régészeti jelentőségű ősi templom felett Indiában az Indiai Örökségvédelmi Hivatal (Archeological Survey of India) gyakorol ellenőrzést. Indiában – elméletileg – a templomokat saját, független önkormányzatuk igazgatja, amely felelős a templomok gazdaságáért, vezetéséért és az ott zajló rendezvényekért. Adományokból, és birtokai jövedelméből előteremti a működtetéshez szükséges költségeket, erre azonban kevés templom képes, egyre nagyobb erőfeszítést jelent előteremteni az alapvető anyagi eszközöket, ezért a templomok állapota fokozatosan romlik.
Az örökségvédelmi hivatalon belül külön szekció, az 1955-ben alapított Architectural Temple Survey Project (N.R.), Bhopal foglalkozik a templomok megóvásával és rekonstrukciójával, amely egész Indiában figyelemmel kíséri, és anyagilag hozzásegíti a közösségeket a néhol már romokban álló épületek megóvásához.
A függetlenség kikiáltása (1947) óta az egyes hindu vallási felekezetek autonómiája, hogy a saját felekezetükhöz tartozó templomok ügyeit maguk igazgassák, erősen megcsorbult. A kormányok India több, főként déli államában növelték befolyásukat, ellenőrzésüket a hindu templomok fölött. Egyes, főleg dél-indiai orgánumok beszámolnak a templomok állagmegóvására szánt összegek (amelyek egy jelentős része külföldi adományokból származik) helytelen felhasználásáról, sikkasztásokról. Évtizedeken át különböző törvényeket hoztak, amelyek több-kevesebb sikerrel jutottak el India legfelsőbb bíróságáig, így mára a vezető pártok politikusai a templomok már minden igazgatással és működéssel kapcsolatos aspektusát uralják.

## Galéria
A szövegben említett épületek:

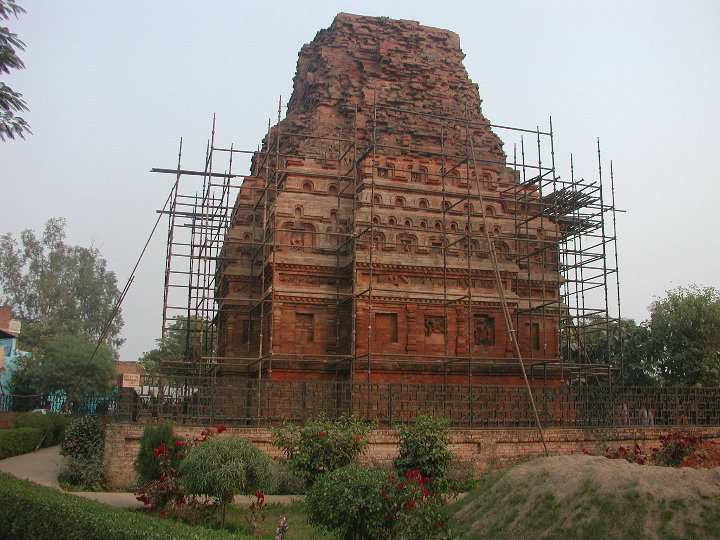
A téglából épült bhitargaoni templom az első hindu vallási építmények egyike (5. század)
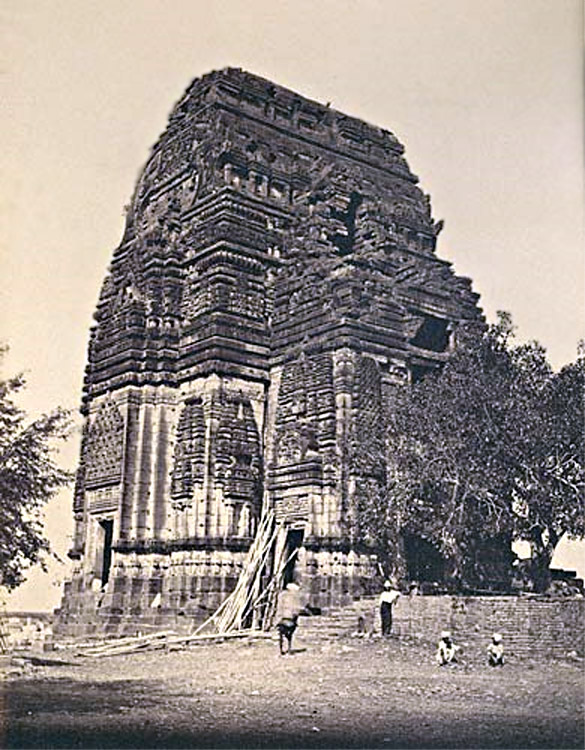
A madhja pradesi Gválijar-erődben álló Teli-ká-mandir („az olajütő temploma”) vegyes stílusjegyekkel
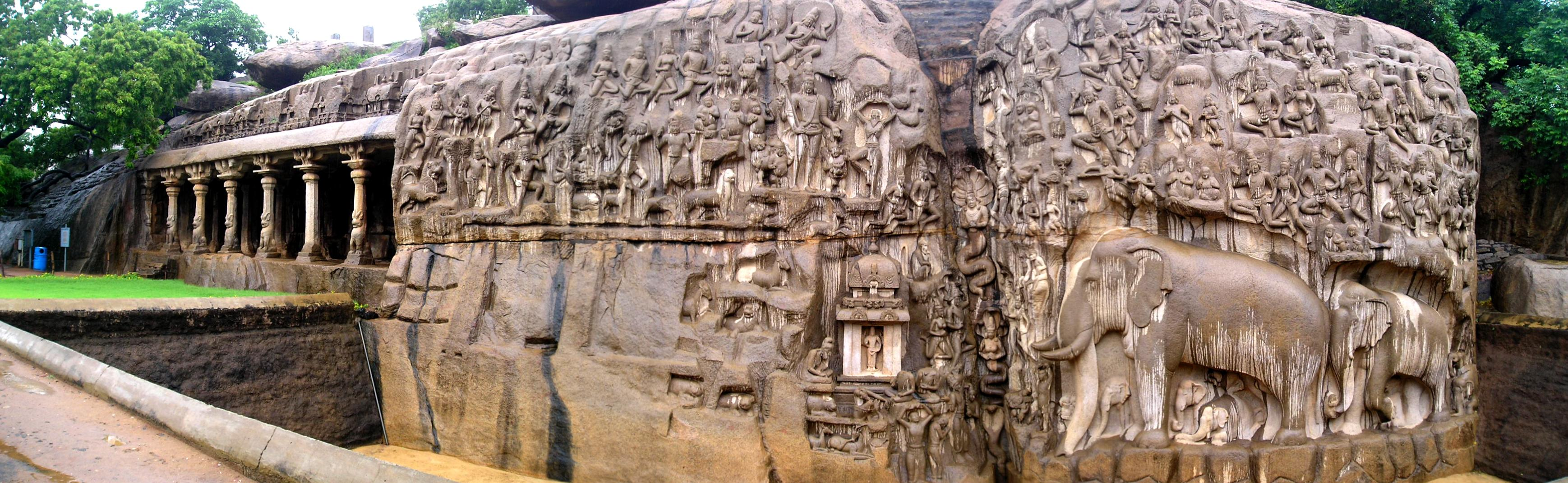
A mahábalipurami „ratha-templomok” („szekér templomok”) gazdag díszítései
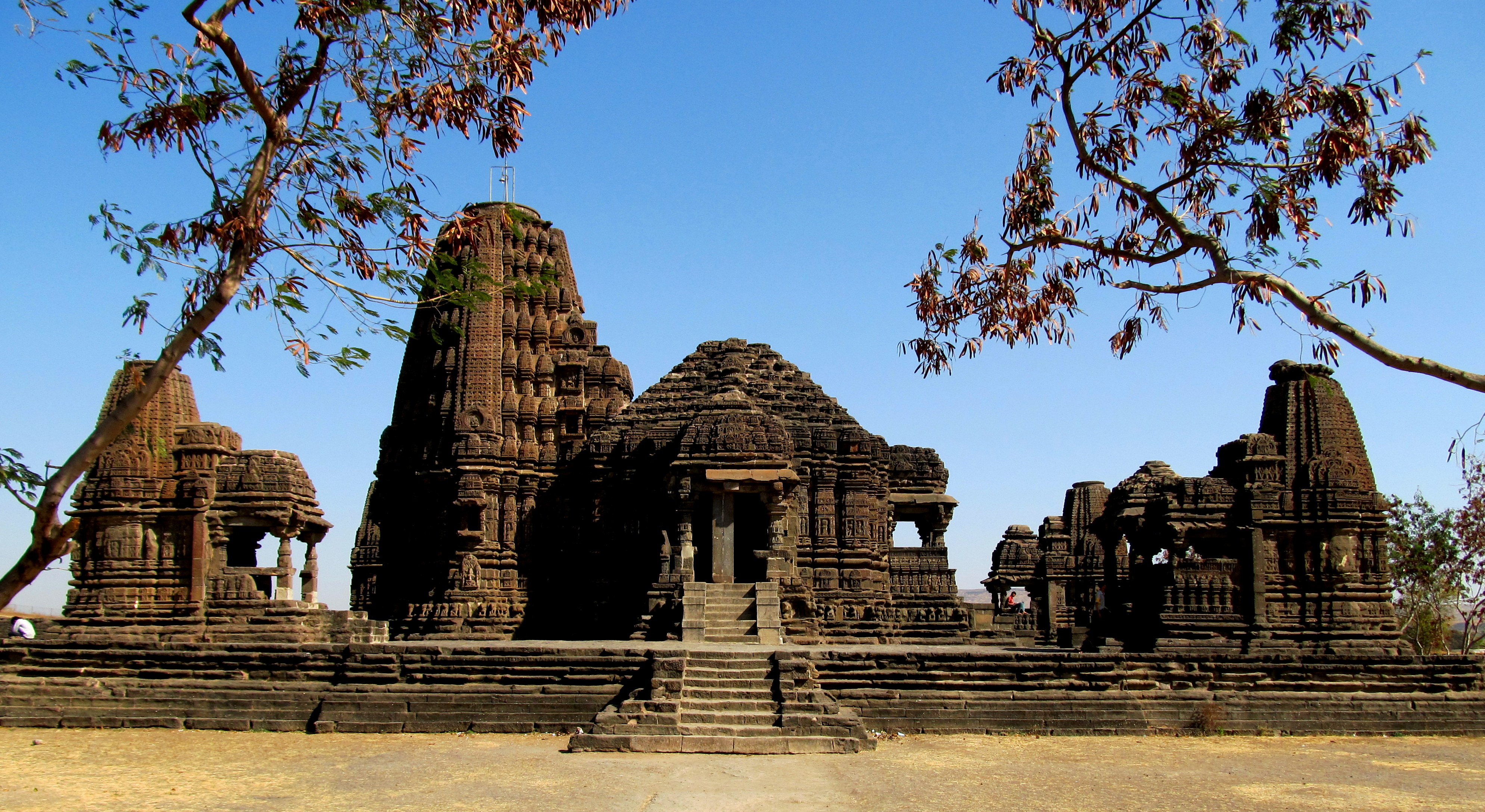
Bhumidzsa jellegű sikhara dravida mandapával, és csatris, oszlopos szentéllyel: a Gondésvara-templom Szinnárban (Mahárástra)
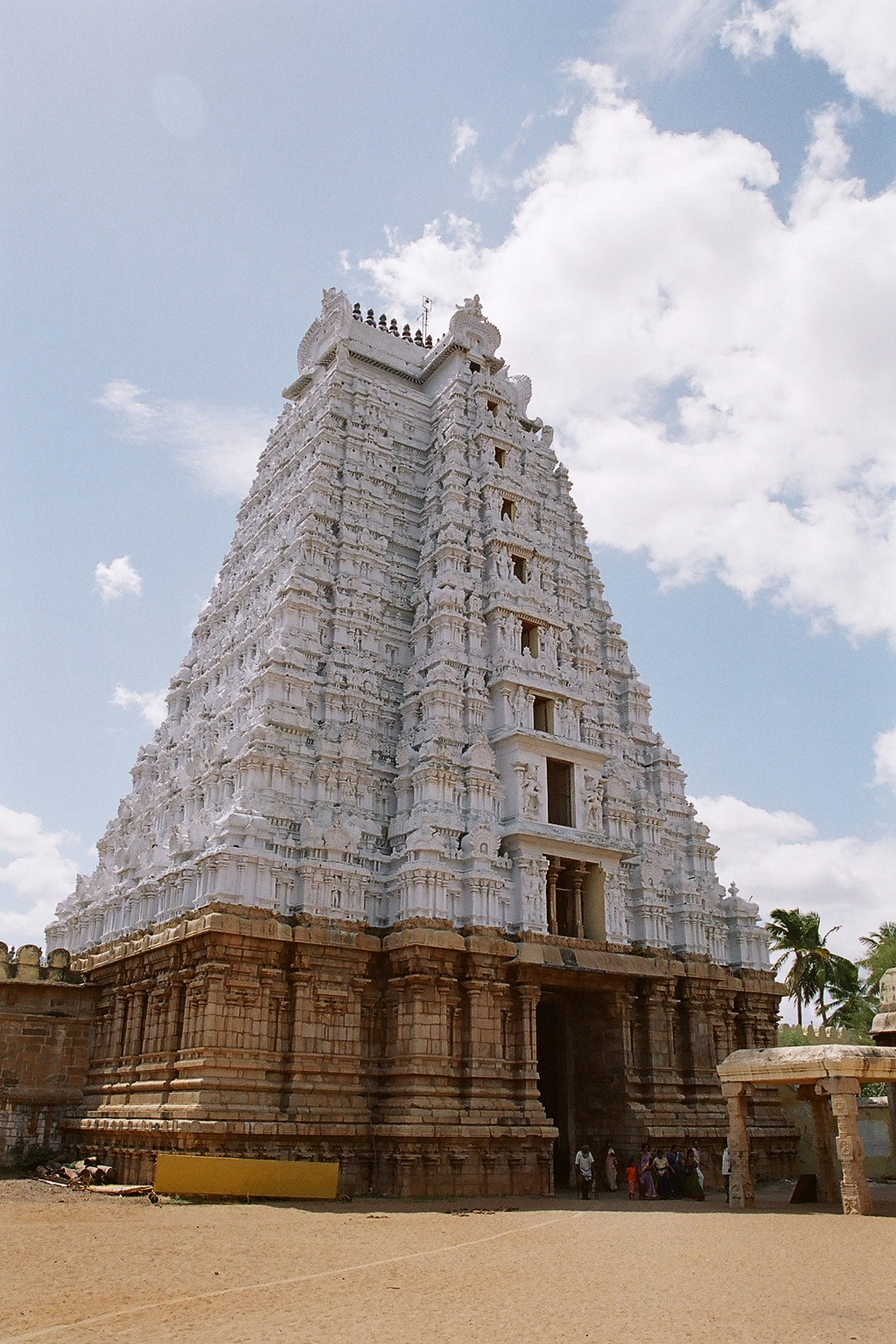
A szrírangami Ranganátha-templom egyik gopuramja Tamilnáduban
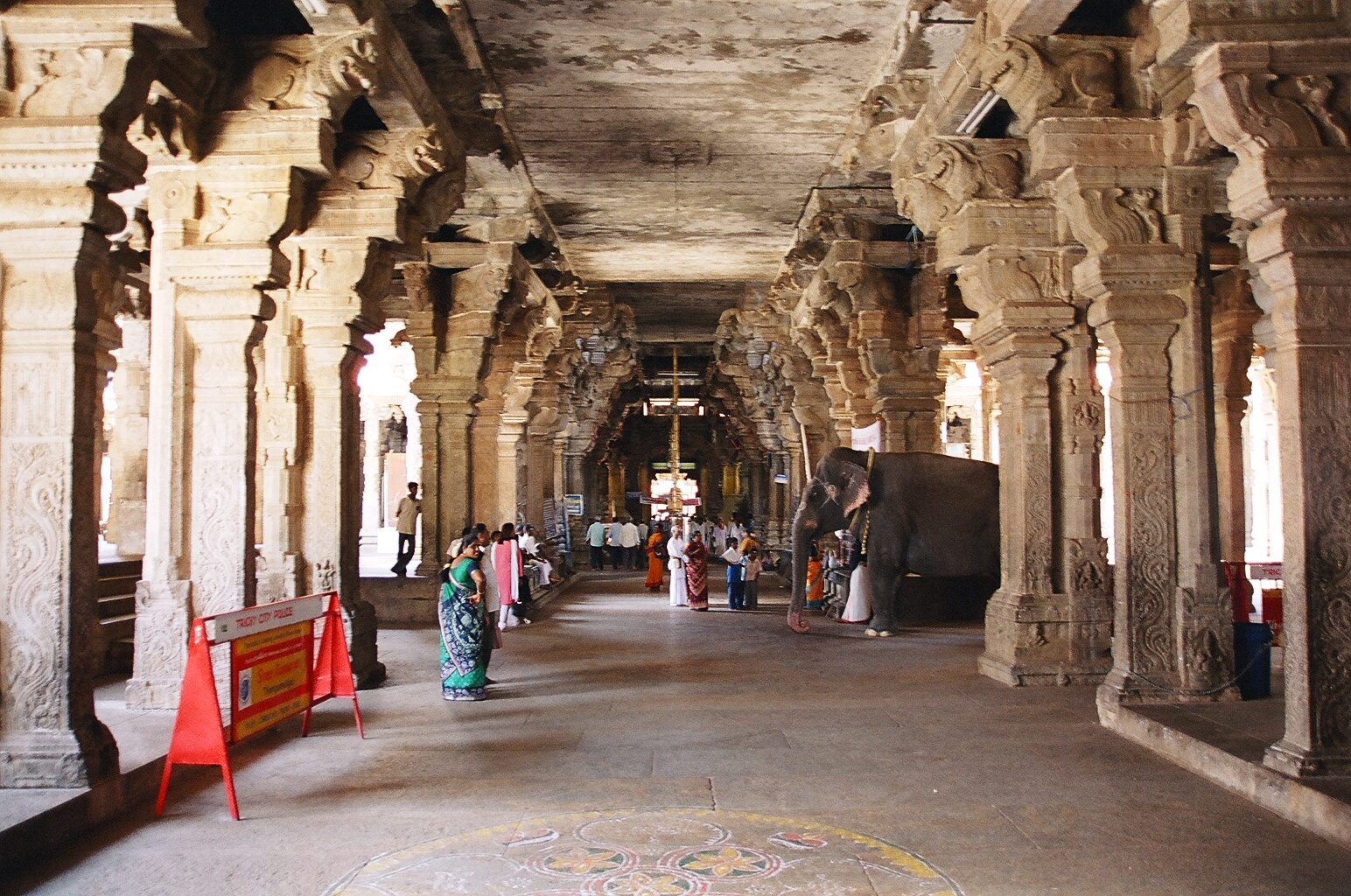
A szrírangami Ranganátha-templom egyik fedett oszlopcsarnoka az ormányával áldást osztó templomi elefánttal
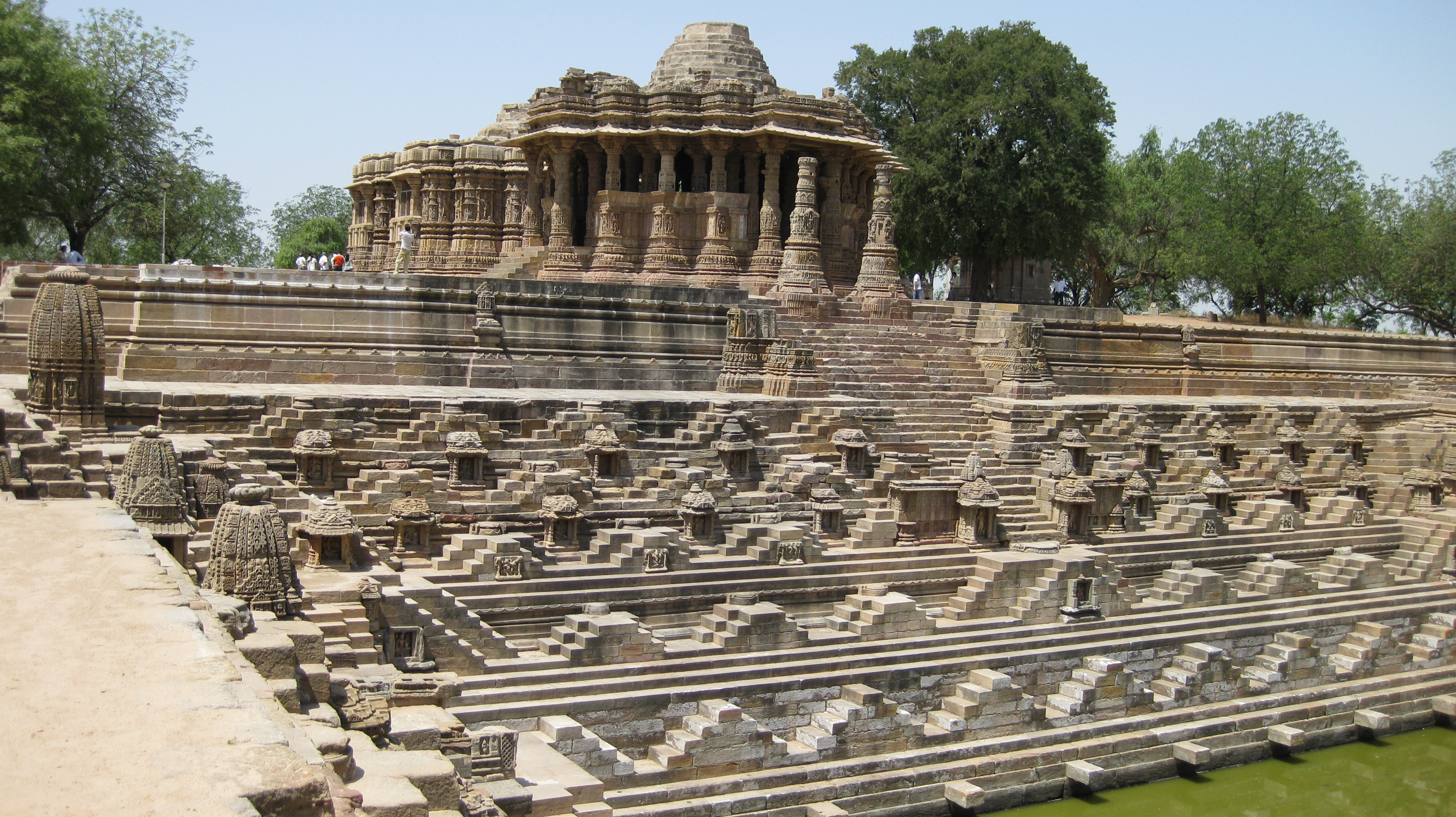
A modherai naptemplom Gudzsarát államban, az előtérben monumentális lépcsősor a rituális fürdőhöz